# Mi-24
Mi-24 (ros. Ми-24, oznaczenie NATO Hind) – ciężki śmigłowiec bojowy opracowany w Związku Radzieckim przez biuro konstrukcyjne Michaiła Mila, produkowany w zakładach lotniczych w Arseniewie i Rostowie.
Mi-24 jest śmigłowcem z przełomu lat 60. i 70. XX wieku. Jego cechą charakterystyczną jest możliwość przewozu ośmiu żołnierzy w części transportowej, dlatego też Mi-24 nie ma bezpośredniego odpowiednika na Zachodzie, rolę śmigłowców bojowych bowiem odgrywały tam lekkie maszyny AH-1 Cobra przeznaczone głównie do zwalczania celów opancerzonych. Pewne cechy wspólne można znaleźć w amerykańskim prototypowym ciężkim śmigłowcu szturmowym S-67 Blackhawk (wyposażony w kabinę ładunkową podobnie jak Mi-24) lub w szturmowym wariancie śmigłowca transportowego UH-60 Black Hawk wyposażonym w wysięgniki do przenoszenia uzbrojenia.
Śmigłowce z rodziny Mi-24/Mi-35 używane są do dzisiaj przez ponad 50 państw. Ponadto w oparciu o ten śmigłowiec na przełomie XX i XXI wieku powstały dalekie modernizacje: Mi-35M i Mi-24 Super Hind.

## Historia
Doświadczenia wojny wietnamskiej pozwoliły na sformułowanie koncepcji śmigłowca szturmowego, którego zadaniem miała być eskorta maszyn transportowych i wspieranie natarcia piechoty. W Stanach Zjednoczonych początkowo do takich zadań wykorzystywano uzbrojone wersje śmigłowca UH-1 „Huey”, później zastąpiono je maszynami AH-1 Cobra.
Poczynania Amerykanów z uwagą śledzono w innych krajach, między innymi w ZSRR. Również tam początkowo pracowano nad dostosowaniem do tej roli śmigłowców Mi-4, Mi-2 i Mi-8. Takie rozwiązanie miało swoje wady i w latach 60. w biurze konstrukcyjnym Mila rozpoczęto prace nad specjalistycznym śmigłowcem bojowym. Nowa maszyna spełnić miała następujące wymagania:
- dużą efektywność w walce z czołgami
- możliwość wykonania zawisu powyżej górnej granicy poduszki powietrznej (tj. ponad 25 metrów) przy dużej temperaturze otoczenia.
- możliwość działania bez personelu naziemnego
- duża prędkość maksymalna (powyżej 315 kilometrów na godzinę)
- duża manewrowość[5][6].

Uzbrojenie nowego śmigłowca miał stanowić wielolufowy wielkokalibrowy karabin maszynowy JaKB-12,7 kalibru 12,7 milimetra i system Szturm z naddźwiękowymi pociskami przeciwpancernymi 9M144 Kokon z naprowadzaniem radiokomendowym półautomatycznym. W sierpniu 1968 roku przystąpiono do szczegółowego projektowania śmigłowca, a w lutym 1969 roku stworzono pełnowymiarową makietę. Początkowo zespołem konstruktorów kierował sam Michaił Mil, po jego śmierci w roku 1970 zastąpił go Marat Tiszczenko. Budowę prototypu W-24 ukończono w roku 1969. Oblot maszyny odbył się 19 września 1969 roku, za sterami śmigłowca zasiadł pilot Herman Ałfiorow. Nowa maszyna stanowiła pod względem konstrukcyjnym daleką ewolucję śmigłowca Mi-8 TBK. W porównaniu do Mi-8 W-24 miał takie same silniki (dwa TW2-117) i śmigło ogonowe. Zmianie uległy wirnik główny (nowy o mniejszej średnicy) i kadłub. Nowy kadłub był węższy, z krótszą belką ogonową. Ponadto kokpit bogato oszklono, a najważniejsze elementy konstrukcji płatowca opancerzono. Aby zapewnić dużą prędkość maksymalną, śmigłowiec wyposażono w kombinowany układ nośny (wirnik główny i skrzydła), statecznik pionowy o dużej powierzchni (odciążał śmigło ogonowe) oraz chowane podwozie. Z uwagi na opóźnienie prac nad właściwym uzbrojeniem prototyp uzbrojono w karabin maszynowy A-12,7 kalibru 12,7 milimetra, a do zwalczania czołgów miał służyć system Falanga z czterema przeciwpancernymi pociskami rakietowymi kierowanymi przewodowo 9M17M Skorpion-M umieszczonymi na niewielkich wysięgnikach po obu stronach kadłuba. Ponadto skrzydła przystosowano do montażu zasobników bombowych, rakietowych i strzeleckich. W roku 1970 w zakładach numer 116 w Arseniewie rozpoczęto produkcję seryjną śmigłowców Mi-24. W roku 1973 produkcję rozpoczęto także w zakładach numer 168 w Rostowie nad Donem. Maszyny seryjne otrzymały mocniejsze niż w prototypie silniki TW3-177 oraz inne oszklenie kabiny pilotów. Wyprodukowano niewiele egzemplarzy Mi-24; w roku 1971 został on zastąpiony w produkcji przez zmodernizowaną wersję Mi-24A z silnikami TW3-177A i kilkoma innymi zmianami.
Równolegle z rozpoczęciem produkcji opracowywano modernizację konstrukcji. Skorzystano z doświadczeń amerykańskich zdobytych podczas wojny wietnamskiej – zapożyczono od Amerykanów koncepcję maszyny szturmowej wyposażonej w kabinę pilotów w układzie tandem, tworząc modernizację Mi-24D. Oprócz tego zastosowano nową ruchomą wieżyczkę z karabinem maszynowym i poczyniono zmiany w konstrukcji kadłuba. Kolejne modernizacje obejmowały głównie zmiany w uzbrojeniu i wyposażeniu. Tak powstały między innymi maszyny Mi-24W, Mi-24P i Mi-24WP.
Na bazie śmigłowców Mi-24 i Mi-24D zbudowano także maszyny oznaczone jako A-10, przeznaczone specjalnie do bicia rekordów prędkości i czasów wznoszenia. Na takich śmigłowcach w latach 1975–1978 załogi żeńskie i męskie ustanowiły wiele rekordów, między innymi absolutny rekord prędkości wynoszący 368,4 kilometra na godzinę (Gurgen Karapetian, 21 września 1978 roku).
Ogółem powstało ponad trzy tysiące śmigłowców różnych wersji. Seryjną produkcję śmigłowców Mi-24 w zakładach numer 116 Arseniewie i numer 168 w Rostowie nad Donem zakończono w roku 1989. Następnie w Arseniewie zdemontowano całe oprzyrządowanie i zamontowano nowe, służące do produkcji śmigłowca Ka-50. W Rostowie kontynuowano produkcję pojedynczych egzemplarzy na specjalne zamówienie (na przykład dla lotnictwa rosyjskiego ministerstwa spraw wewnętrznych). W latach 1992–2012 powstało tam około 150 śmigłowców z rodziny Mi-24/Mi-35.

## Opis techniczny (modernizacja Mi-24D)
Prezentowany opis techniczny dotyczy modernizacji Mi-24D
Śmigłowiec Mi-24D jest ciężkim śmigłowcem bojowym w układzie klasycznym z pięciołopatowym wirnikiem głównym i trójłopatowym śmigłem ogonowym oraz niewielkimi skrzydłami pomocniczymi. Jest to śmigłowiec o specyficznej konstrukcji: może być wykorzystywany jako maszyna szturmowa, transportowa, a także sanitarna. Konstrukcja śmigłowca jest całkowicie metalowa. Zastosowano: duraluminium, blachę tytanową, stopy magnezowe, stopy aluminiowe i wysokowytrzymałe stale.

### Kadłub, kabiny załogi

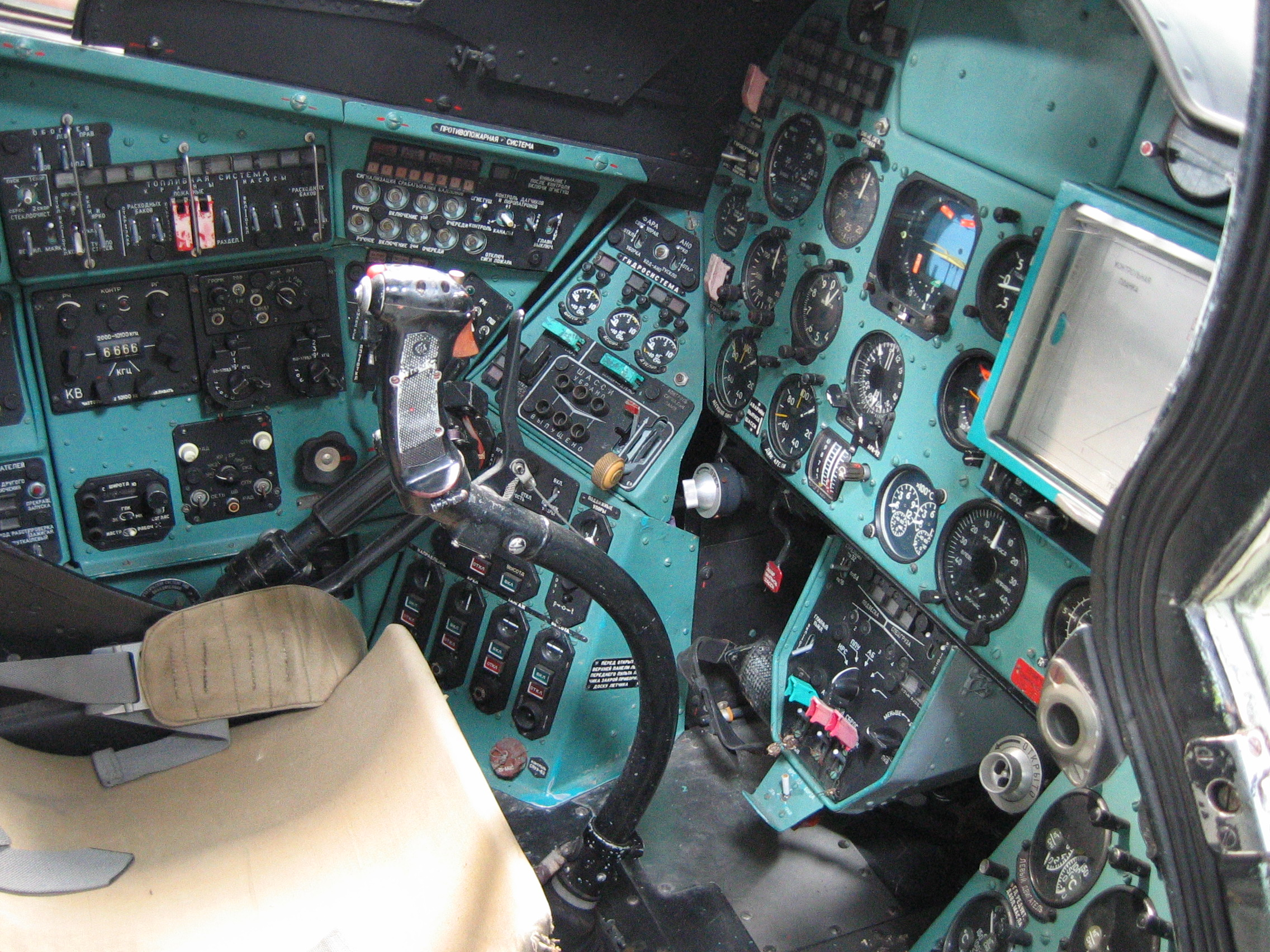
Stanowisko pilota

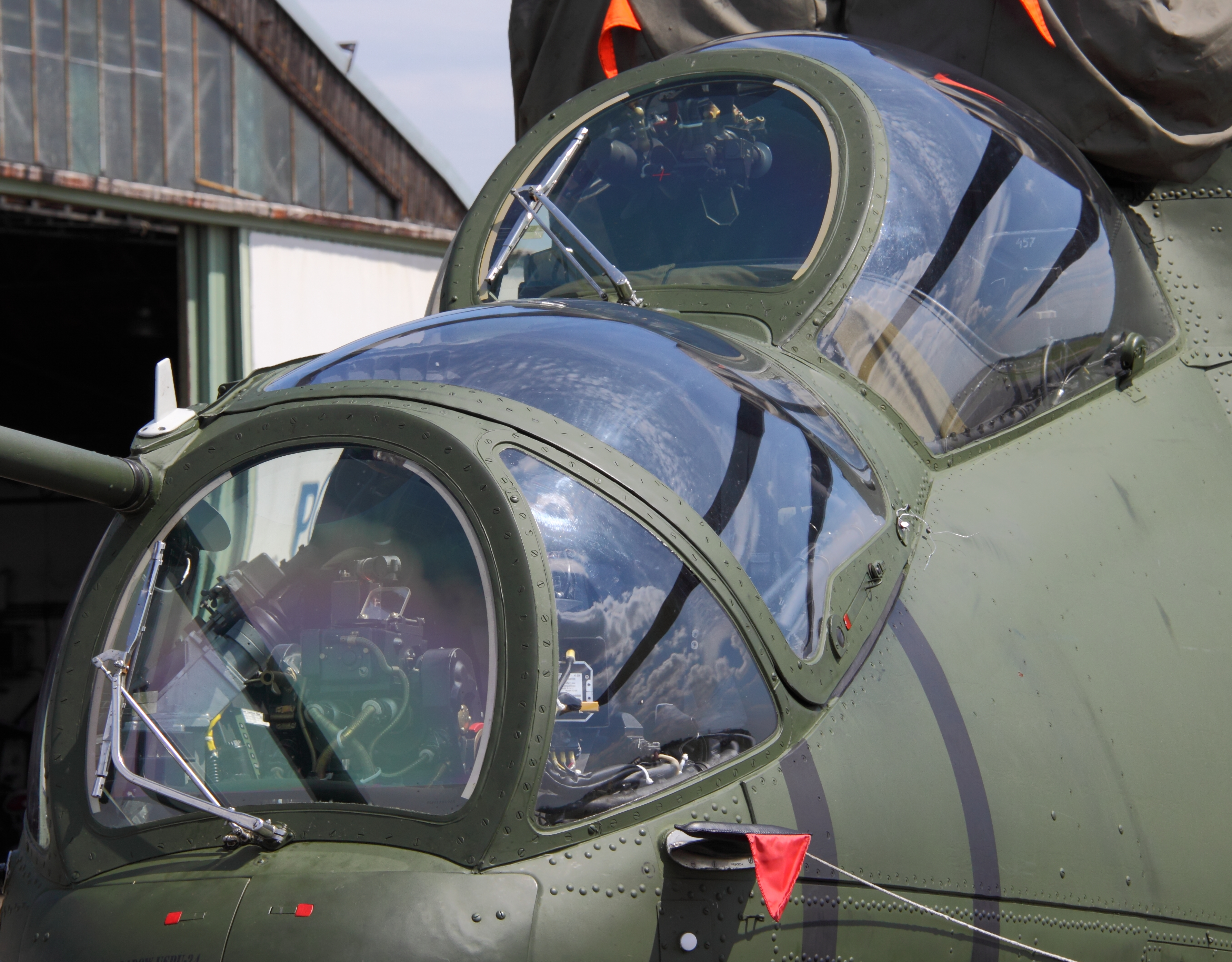
Kabiny załogi: stanowisko pilota za stanowiskiem operatora uzbrojenia

Całkowicie metalowy kadłub ma zmienny przekrój i konstrukcję półskorupową. Szkielet składa się z 37 wręg wzmocnionych, połączeniowych i zwykłych, podłużniczek, belek i kształtowników. Połączony jest z pokryciem za pomocą nitów i metody klejowo-zgrzewanej. Przednia (o długości 3860 milimetrów) i środkowa (o długości 6066 milimetrów) część kadłuba stanowią całkowicie oddzielne zespoły technologiczne, połączone na stałe i nierozdzielane podczas eksploatacji. W części przedniej kadłuba znajduje się kabina załogi i stanowisko strzeleckie USPU-24 z wkm JaKB-12,7 pod kokpitem operatora uzbrojenia. Po prawej stronie przedniej części kadłuba znajduje się odchylana skrzynka amunicyjna dla karabinu maszynowego, mieszcząca około 1500 nabojów, po lewej stronie zaś – wnęki wyposażenia radioelektronicznego i systemu klimatyzacji.
Kabina załogi znajdująca się w przedniej części kadłuba zbudowana jest w układzie tandem (stanowisko pilota za stanowiskiem operatora uzbrojenia, umiejscowione trochę wyżej dla zapewnienia lepszej widoczności). Integralnym elementem kokpitu są przezroczyste osłony stanowisk operatora i pilota. Przednie szyby wykonano z tworzywa pancernego, ponadto wyposażono je w ogrzewanie elektryczne i wycieraczki. Pozostałe szyby wykonano ze szkła organicznego. Do kabiny pilota wsiada się przez opancerzone drzwi po prawej stronie, do kabiny operatora – przez odchylany fragment osłony z lewej strony. Drzwi mogą być otwierane zarówno od zewnątrz, jak i od wewnątrz, ponadto mają zabezpieczenie chroniące przed przypadkowym otwarciem w czasie lotu. W sytuacji awaryjnej jest możliwe odrzucenie drzwi za pomocą pironabojów, aby umożliwić ucieczkę.

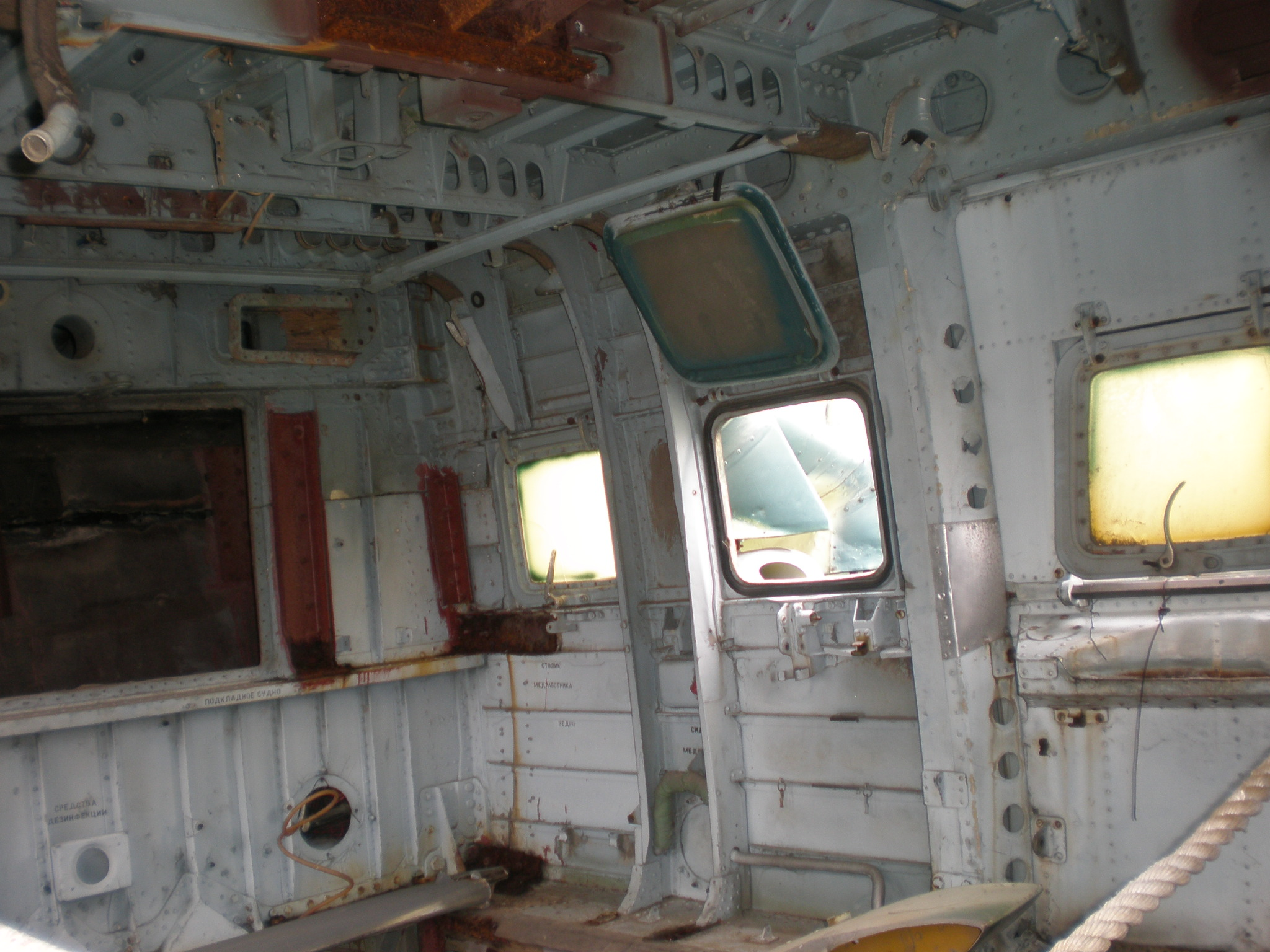
Wnętrze kabiny ładunkowej

Kabina operatora uzbrojenia wyposażona jest w komplet sterownic umożliwiających w razie nagłej potrzeby pilotowanie śmigłowca z tego stanowiska. Drążek można odłączyć od układu sterowania, a następnie złożyć na pół i odsunąć. Składane są także pedały orczyka. W kabinie operatora znajduje się podstawowy zestaw przyrządów pilotażowych (prędkościomierz, wysokościomierz, wskaźnik przechylenia i pochylenia) oraz obrotomierze (silników i wirnika nośnego), a także pulpit radiostacji, wyposażenie do odpalania i naprowadzania pocisków kierowanych i zestaw zrzutu bomb. Fotel operatora jest regulowany i wyposażony w pasy. Nie jest opancerzony z uwagi na dostateczne opancerzenie całej kabiny.
Za stanowiskiem operatora znajduje się kabina pilota. Pilot ma do dyspozycji kompletny zestaw przyrządów pilotażowych. Na drążku sterowym znajdują się: dźwignia hamulców kół podwozia głównego, przycisk włączenia radiostacji i telefonu pokładowego SPU, przełącznik ustawienia trymerów, wyłącznik autopilota i spust RS sterowania uzbrojeniem. Po lewej stronie umiejscowiono dźwignię skoku mocy. Na tej dźwigni znajdują się przełączniki: awaryjnego zrzutu ładunku na podwieszeniu zewnętrznym, zmiany zakresów pracy silników, sterowania reflektorem podkadłubowym i taktycznego zrzutu ładunku. Orczyk ma postać dwóch pedałów poruszających się w płaszczyźnie przód–tył, bez obrotu wokół osi pionowej. Na głównej tablicy przyrządów i pulpitach bocznych umieszczono wskaźniki, przełączniki i przyrządy pilotażowe. Na lewym pulpicie znajdują się między innymi: zestaw rozruchu silników, zestaw przełączników poszczególnych radiostacji i telefonu pokładowego, układu sterowania radiokompasów i aparatury SRO-2, pulpitu instalacji paliwowych oraz przełączniki i kontroli układów pomocniczych. Główna tablica przyrządów zawiera zaś zestaw wskaźników nawigacyjnych i pilotażowych, a także wskaźnik kartograficzny systemu DISS-15D. Pomiędzy kolanami pilota znajduje się pulpit sterowania uzbrojenia. Prawa tablica przyrządów zawiera między innymi zespół wskaźników kontroli silników. Regulowany fotel pilota jest opancerzony, miska fotela została przystosowana do spadochronu ratowniczego, który jest używany do dłuższych przelotów poza obręb lotniska.

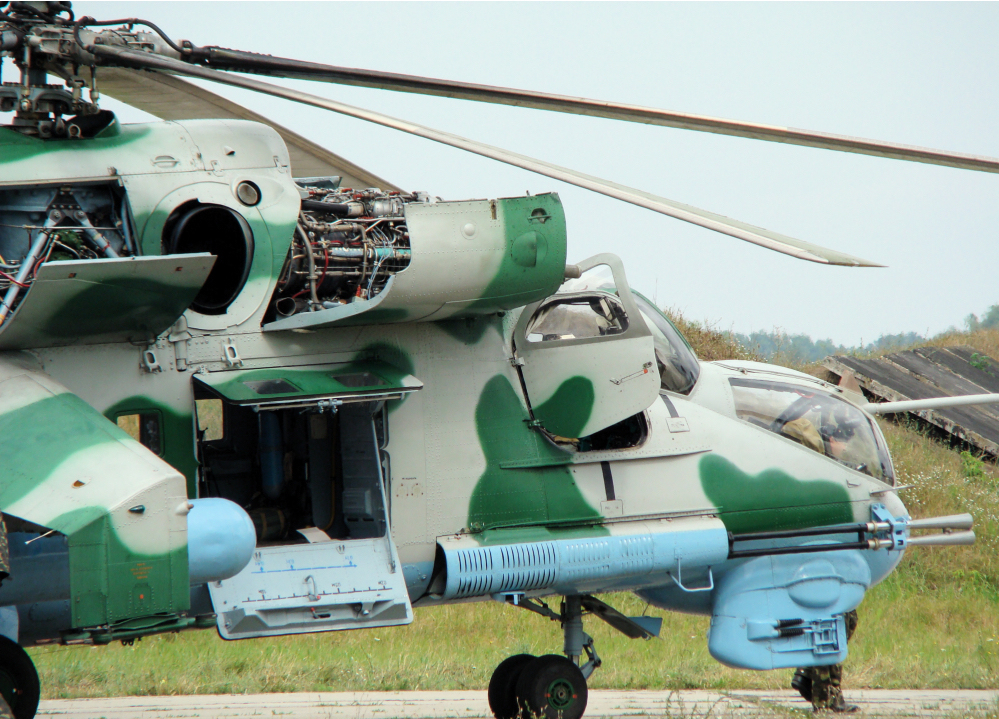
Otwarte drzwi wejściowe do kabiny ładunkowej

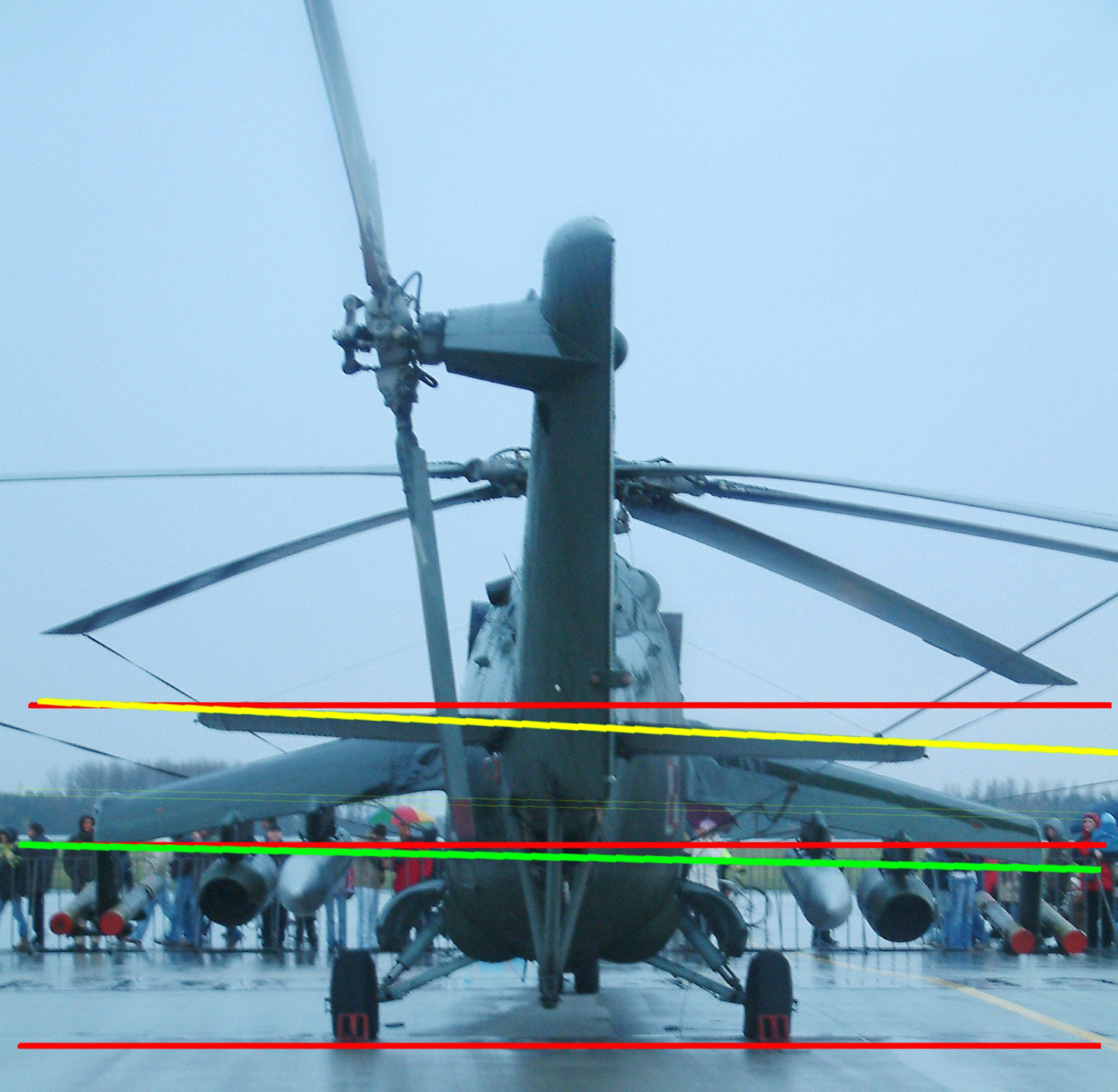
Zdjęcie ilustrujące pochylenie śmigłowca na prawą burtę

Za fotelem pilota znajduje się przejście pomiędzy kabiną a częścią transportową. Kabina ładunkowa z kabinami załogi stanowi jeden wspólny przedział hermetyczny, w którym wytwarzane jest ciśnienie 655 + 199,5 hPa. W kabinie ładunkowej znajduje się stanowisko technika pokładowego i ławki dla ośmiu żołnierzy desantu. Technik pokładowy zajmuje składane siedzenie po lewej stronie przejścia pomiędzy kabiną pilotów a kabiną ładunkową. Żołnierze desantu podczas lotu siedzą plecami do siebie na demontowanych ławkach wykonanych z duraluminiowych słupków i składanych ram oraz z siedzeń i oparć ze stopu magnezu oklejonych tworzywem sztucznym. Każde miejsce wyposażone jest w indywidualne pasy.
Kabina ładunkowa ma dwoje drzwi wejściowych (po jednych na prawej i lewej burcie). Drzwi są podzielone na dwie części, górna otwiera się do góry, dolna zaś ku dołowi. W pozycji otwartej drzwi utrzymywane są za pomocą linek w tylnej części i cięgien w przedniej. Dolna część służy wówczas jako rampa wyjściowa (jest wyposażona w stopień). Drzwi kabiny ładunkowej zamykane są na zamki sworzniowe z klamkami zewnętrznymi i wewnętrznymi, ponadto mają zabezpieczenie uniemożliwiające przypadkowe otwarcie, w razie potrzeby jednak możliwy jest lot śmigłowca z otwartymi drzwiami. W kabinie ładunkowej znajduje się osiem okien ze szkła organicznego, po cztery z każdej strony (dwa w drzwiach, dwa w kadłubie). Pod oknami umieszczono prowadnice ze składanymi uchwytami, przeznaczone na indywidualną broń żołnierzy desantu. Po otwarciu okien możliwe jest prowadzenie przez nie ognia. W takiej sytuacji pod ławkami umieszcza się torby na zużyte łuski. Ponadto kabinę ładunkową można łatwo dostosować do pełnienia zadań sanitarnych lub po całkowitym opróżnieniu do przewozu ładunków o masie maksymalnej do 1500 kilogramów. Śmigłowiec Mi-24D może także transportować na podwieszeniu zewnętrznym ładunki o masie do 2000 kilogramów. W sytuacji awaryjnej za pomocą przycisku na drążku sterowym pilot może w każdej chwili zrzucić transportowany ładunek.
Belka ogonowa na długość 4490 milimetrów. Na belce umieszczone jest urządzenie DISS-15D, rakietnica, czerwona błyskowa lampa antykolizyjna i światło pozycyjne. Belka zakończona jest statecznikiem pionowym. Oś statecznika jest odchylona w górę od płaszczyzny poziomej, równoległej do wału śmigła ogonowego, o kąt 42° 30’.
Śmigłowiec Mi-24D ma dwa pomocnicze skrzydła. Są ustawione pod kątem zaklinowania 19° i ujemnym wzniosem 12°. W rzucie pionowym mają kształt trapezu. Skrzydła te odgrywają dwie role: są elementem układu nośnego i przy locie z prędkością postępową odciążają wirnik główny (przy prędkości przelotowej 270 kilometrów na godzinę wytwarzają około 20% siły nośnej) oraz służą do przenoszenia uzbrojenia podwieszanego.
Śmigłowiec Mi-24D ma kołowe, trójpodporowe, chowane w locie podwozie. Podwozie główne z kołami pojedynczymi typu KT 135A o wymiarach 720 × 320 chowa się we wnęki w tylnej części kadłuba. Na goleniach zamontowane są lampki sygnalizacyjne, które wskazują położenie podwozia personelowi stanowiska kontroli lotów. Ponadto koła są wyposażone w pneumatyczne hamulce szczękowe. Podwozie przednie tworzy goleń samonastawna z kołami bliźniaczymi typu K-329A o wymiarach 480 × 200. Przed golenią znajduje się osłona z lampką sygnalizacyjną. Podwozie przednie chowane jest w przedniej części kadłuba. Śmigło ogonowe przed uderzeniem chronione jest przez płozę ogonową. Składa się ona z amortyzowanej goleni, dwóch zastrzałów i właściwej płozy (stopki).
Rozkład sił aerodynamicznych działających na śmigłowiec w różnych fazach lotu jest niesymetryczny. Aby częściowo zniwelować ujemne skutki wspomnianych zaburzeń, w jego konstrukcji zastosowano kilka rozwiązań. O ile część kadłuba, która mieści kabinę pilotów, i kabina ładunkowa są równoległe do powierzchni ziemi, o tyle część środkowa kadłuba i belka ogonowa ze statecznikiem pionowym są odchylone od pionowej płaszczyzny symetrii o kąt 2,5° w prawo (patrząc w kierunku lotu). O taki sam kąt odchylona jest od pionu oś wirnika głównego. W widoku z góry osie symetrii środkowej i tylnej części kadłuba oraz jego przedniego segmentu nie pokrywają się – są przesunięte w sposób nierównoległy. W konsekwencji lewa burta kabiny ładunkowej jest o kilkanaście milimetrów wyższa od prawej, różna jest też wysokość drzwi wejściowych. Natomiast patrząc z przodu, obserwator stojący na ziemi odnosi wrażenie, że śmigłowiec przechyla się na prawą burtę.

### Zespół napędowy i wirniki
Zespół napędowy śmigłowca Mi-24 składa się z dwóch silników turbowałowych TW3-117MT (o mocy 2200 KM każdy), silnika pomocniczego AI-9W, wentylatora z systemem chłodzenia i układu transmisji. Każdy silnik TW3-117MT ma własną instalację olejową, paliwową, rozruchową i przeciwoblodzeniową. Zasilane są one naftą lotniczą typu T -1, T -S1, T -7P i PSM-2. Do rozruchu silników wykorzystywana jest powietrzna instalacja rozruchowa, sprężone powietrze dostarcza silnik gazowoturbinowy AI-9W o rozruchu elektrycznym. Instalacja ta pozwala na uruchomienie silników zarówno na ziemi, jak i w powietrzu. Instalacja przeciwoblodzeniowa chroni części wlotowe silnika za pomocą gorącego powietrza pochodzącego z komory spalania.
Silniki umiejscowione są nad kabiną ładunkową, równoległe do podłużnej płaszczyzny symetrii śmigłowca. Są zawieszone na systemie zastrzałów z amortyzatorami olejowo-powietrznymi, a częścią tylną wspierają się o obudowę przekładni głównej. Wloty powietrza wyposażono w filtry przeciwpyłowe PZU, które chronią silniki przed zanieczyszczeniami zewnętrznymi. Nad silnikami zamontowany jest wentylator układu chłodzącego, napędzany z przekładni głównej.
Układ transmisji składa się z przekładni głównej WR-24, wału tylnego, przekładni pośredniczącej i przekładni tylnej. Prędkość obrotowa nominalna wałów napędowych silników wynosi 15 000 obrotów na minutę, wirnika głównego zaś – 240 obrotów na minutę. Śmigło ogonowe ma prędkość obrotową 1112 obrotów na minutę.
Wirnik główny jest pięciołopatowy, kierunek obrotów jest zgodny z ruchem wskazówek zegara. Głowica ma układ klasyczny, ma przeguby umożliwiające ruch łopat wzdłuż trzech osi. Sterowanie łopatami odbywa się za pomocą układu popychaczy i tarczy sterującej. Głowica wirnika osadzona jest bezpośrednio na wale przekładni głównej. Każda łopata jest przytwierdzona do głowicy za pomocą dwóch sworzni. Łopata wirnika głównego na obrys prostokątny, profil jest niesymetryczny, z rodziny profili śmigłowcowych NACA-230 o grubości względnej 11, 12%. Wyposażona jest w hydrauliczny tłumik oscylacji, układ sygnalizacji stanu dźwigara i instalację przeciwoblodzeniową. Masa kompletu pięciu łopat wynosi 580 kilogramów, długość cięciwy łopaty 580 milimetrów.
Śmigło ogonowe jest trójłopatowe, ciągnące, o zmiennym skoku. Kierunek obrotu jest zgodny z ruchem wskazówek zegara. Głowica śmigła ogonowego jest typu klasycznego z przegubami osiowymi sterowana popychaczami. Łopaty mają konstrukcję mieszaną, ich profil należy do typu NACA-230M.

### Systemy, instalacje, wyposażenie

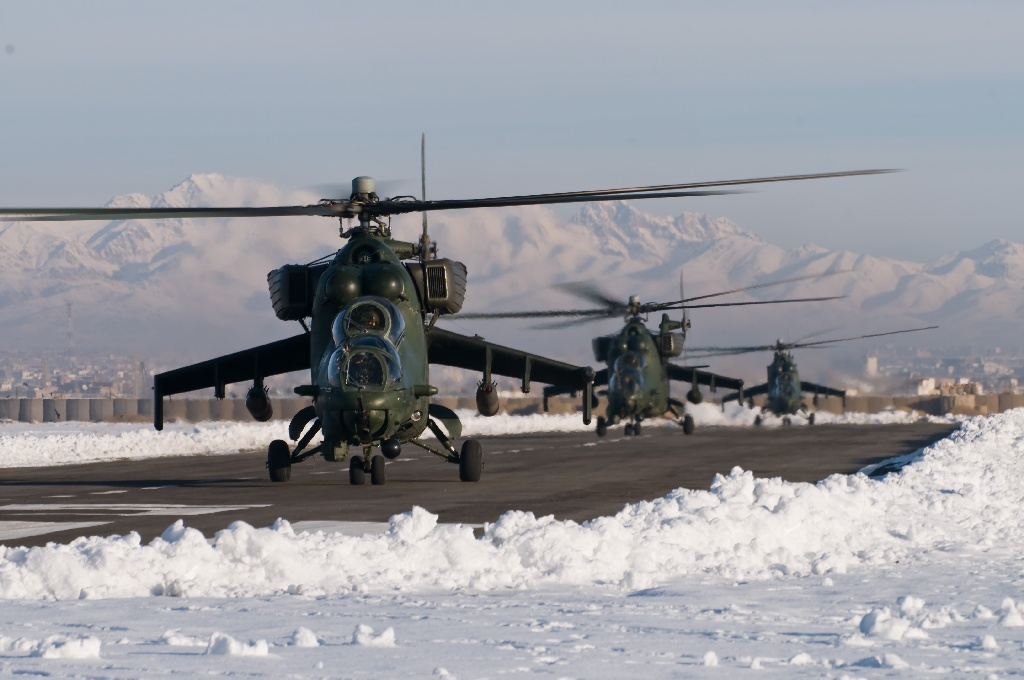
Na pierwszym planie polski Mi-24 z założonymi na wydechy osłonami rozpraszającymi EWU, VI zmiana PKW Afganistan

Podczas lotów w warunkach ograniczonej widoczności stosowane są światła pozycyjne. Standardowy układ świateł pozycyjnych Mi-24D składa się z lampki czerwonej i zielonej na wspornikach wyrzutni pocisków kierowanych lewego i prawego skrzydła oraz lampki białej na krawędzi spływu statecznika pionowego. Funkcję świateł pozycyjnych i ostrzegawczych pełnią też lampki umiejscowione na końcówkach łopat wirnika nośnego. W warunkach bojowych oświetlenia pozycyjnego nie używa się, ale w razie konieczności podczas lotów grupowych włącza się specjalny układ świateł pozycyjnych (szykowych) umieszczonych na górnej powierzchni skrzydeł i belki ogonowej. Z przodu, pomiędzy obudową przyrządu celowniczego i nadajnikiem wiązki naprowadzającej, śmigłowiec ma zainstalowany wysuwany reflektor. Wykorzystywany jest on podczas startu i lądowania.
Sterowanie śmigłowcem może odbywać się zarówno z kabiny pilota, jak i operatora uzbrojenia. Układ sterowania śmigłowcem zapewnia sterowanie podłużne, poprzeczne, kierunkowe, sprzężone mocą silników i skokiem ogólnym łopat wirnika nośnego. W układzie sterowania znajdują się wzmacniacze hydrauliczne, które wspomagają pilota. Ponadto Mi-24D wyposażony jest w autopilota WUAP-1.
Do wyposażenia pilotażowo-nawigacyjnego zaliczamy zestaw lotniczych przyrządów pilotażowych, nawigacyjnych oraz kontroli silników i instalacji napędzanych ciśnieniowo, elektrycznie. magnetycznie i żyroskopowo. Do przyrządów pilotażowych i nawigacyjnych należą między innymi wysokościomierz WD-1 OK, prędkościomierz US-45 OK, wariometr WAR-30 MK, zegary czasowe ACzS-1, wskaźnik pochylenia i przechylenia UKT-2 oraz busola KI-13K. Do wyznaczania kursu śmigłowca służy układ kursowy Griebień 1. Jest to zespół urządzeń żyroskopowych i magnetycznych służących do określania kursu. W zależności od warunków lotu może pracować jako żyropółkompas (GPK) wypracowujący kurs po ortodromie lub jako układ korekcji magnetycznej (MK). Podczas lotu wszystkie istotne parametry są rejestrowane przez rejestrator SARPP-12DM. Jest on skonstruowany w taki sposób, że w razie rozbicia śmigłowca zapis zostaje przerwany.
Do najważniejszych instalacji w Mi-24 zaliczają się: hydrauliczna, pneumatyczna, paliwowa, przeciwpożarowa, przeciwoblodzeniowa, elektryczna, tlenowa i klimatyzacyjna. Instalacja hydrauliczna składa się z dwóch układów: głównego i wspomagającego. Główny odpowiada za zasilanie wzmacniaczy hydraulicznych, które służą do sterowania śmigłowcem, wspomagający zaś – między innymi za siłowniki chowania i wypuszczania podwozia.
Instalacja pneumatyczna służy między innymi do hermetyzacji kabin śmigłowca. Zadanie to spełnia poprzez napełnianie powietrzem elastycznych przewodów umieszczonych na obwodzie drzwi. Do innych zadań realizowanych przez instalację pneumatyczną należy zasilanie hamulców kół głównych i spryskiwaczy przednich szyb pancernych obydwu kabin. Jako zbiorniki sprężonego powietrza wykorzystuje się wydrążone zastrzały podwozia głównego o pojemności 3 dm³ każdy, ponadto dodatkowa butla o pojemności 4 dm³ jest zamontowana na płycie sufitowej kadłuba.
Dostarczanie paliwa do silników odbywa się za pomocą instalacji paliwowej. Śmigłowiec Mi-24 ma pięć gumowych zbiorników paliwa umieszczonych pod podłogą kabiny ładunkowej. Ścianki przedziałów są wyłożone piankowym tworzywem sztucznym i wykładziną z włókna szklanego. Łączna pojemność podstawowych zbiorników paliwa to 2130 litrów. W przypadkach dłuższych przelotów istnieje możliwość montażu w kabinie ładunkowej dwóch dodatkowych, metalowych zbiorników o pojemności 850 litrów każdy i dwóch dodatkowych zbiorników paliwa PTB-450 na belkach nośnych BD3-57Kr-W. Zużycie paliwa i jego ilość kontroluje pilot, korzystając ze wskaźnika umieszczonego w kabinie. W celu zapobiegania samozapłonowi mieszanki oparów paliwa z tlenem w zbiornikach śmigłowiec Mi-24 ma instalację gazu obojętnego. W miarę opóźniania zbiorników wtłacza się do nich dwutlenek węgla, zmniejszając stężenie tlenu. Dwutlenek węgla pobierany jest z dwóch butli za pomocą przewodów drenażowych instalacji paliwowej.
Instalacja przeciwpożarowa ma na celu gaszenie pożaru zespołu napędowego i pożaru zbiorników paliwa. Składa się ona z dwóch butli UBSz-4-4 ze środkiem gaśniczym o pojemności 4 litrów każda. Wykrycie pożaru przez czujniki powoduje automatyczne opróżnienie pierwszej butli (może to też zrobić ręcznie pilot). Druga butla może zostać opróżniona tylko ręcznie przez pilota za pomocą przycisku w kabinie.
Za zabezpieczenie przed lodem łopat wirników, szyb czołowych kabin oraz wlotów powietrza do silników i filtrów przeciwpyłowych odpowiada instalacja przeciwoblodzeniowa. Wloty silników ogrzewane są za pomocą ciepłego powietrza, a żebra pierwszej podpory sprężarki – ciepłym olejem. Pozostałe elementy ogrzewane są elektrycznie. Ogrzewanie elektryczne zasilane jest przez prądnice prądu zmiennego. Instalacja przeciwoblodzeniowa włączana jest automatycznie, po wykryciu oblodzenia przez czujnik radioizotopowy RIO-3 lub ręcznie przez pilota.
Instalacja elektryczna składa się z obwodów prądu stałego (o napięciu 27 woltów) oraz przemiennego jednofazowego i trójfazowego (o napięciach 36, 115 i 208 woltów oraz częstotliwości 50 i 400 herców). Źródłem prądu przemiennego są dwie prądnice GT 40 PCz6 zasilane mocą ze skrzynki napędów. Zmiana parametrów prądu przemiennego otrzymywana jest za pomocą przetwornic, a prąd stały otrzymywany jest za pomocą dwóch prostowników. Zapasowym źródłem prądu są akumulatory 12 SAM-28 umieszczone w przedziale za kabiną ładunkową. Korzystając tylko z energii akumulatorów, możliwy jest lot przez dwanaście minut. Podczas postoju śmigłowca na lotnisku możliwe jest korzystanie z lotniskowych źródeł zasilania, które podłącza się do dwóch wtyczek umieszczonych na lewej burcie, przed nasadą belki ogonowej.
W lotach na wysokości powyżej 3000 metrów oddychanie załogi wspomaga instalacja tlenowa. Tlen otrzymywany jest z butli, w każdej kabinie znajdują się dwie o pojemności 7,6 dm³ każda. W wariancie sanitarnym instalacja ta może być także wykorzystana do podawania tlenu pacjentom. Śmigłowiec Mi-24D ma również układ klimatyzacji, którego zadaniem jest utrzymywanie właściwych parametrów ciśnienia i temperatury wewnątrz maszyny. Instalacja ta składa się z klimatyzatora, powietrznej chłodnicy i filtrów powietrza oraz aparatury regulującej. Niezbędne powietrze dostarczane jest ze sprężarek silników głównych.
Wyposażenie radiokomunikacyjne Mi-24D składa się z radiostacji głównej UKF R-863 (w starszych egzemplarzach R-860) i radiostacji rezerwowej KF M-24 Karat. Antena radiostacji głównej umieszczona jest na górnej powierzchni belki ogonowej. Jest to antena mieczowa (dla radiostacji R-860) lub w kształcie krótkiego masztu z poprzeczką w układzie „T” (dla radiostacji R-863). Antena radiostacji rezerwowej M-24 Karat ma postać linek rozciągniętych od wsporników na kadłubie do stateczników poziomych. Egzemplarze z późniejszych serii produkcyjnych wyposażono w dodatkową radiostację UKF typu R-828 Ewkalipt (ros. eukaliptus) służącą do łączności z wojskami naziemnymi, zwłaszcza z wozami bojowymi. Do łączności pomiędzy członkami załogi przeznaczono rozmównicę pokładową SPU-8. Ponadto wszystkie rozmowy są nagrywane przez pokładowy magnetofon MS-61. Nośnikiem magnetycznym jest drut, którego długość umożliwia ciągłą pracę przez 5,5 godziny.
Ważnym elementem wyposażenia radionawigacyjnego jest dopplerowski miernik prędkości i znoszenia DISS-15D. System ten umożliwia loty po zadanej uprzednio trasie przy współpracy z autopilotem, a także nawigację w terenie pozbawionym pomocy naziemnych, lądowanie i zawis bez danych o parametrach wiatru oraz zawis bez widoczności ziemi. Anteny tego systemu umieszczone są pod belką ogonową. Innymi elementami wyposażenia radionawigacyjnego są: radiokompasy ARK-15M i ARK-U2 oraz radiowysokościomierz RW-5. Radiokompas ARK-15M wykorzystywany jest podczas pilotażu według naziemnych środków nawigacyjnych. Natomiast radiokompasu ARK-U2 używa się podczas akcji poszukiwawczo- ratowniczych.
Każdy śmigłowiec Mi-24D wyposażony jest w automatyczny system identyfikacji „swój-obcy” SRO-2 „Chrom”. System ten wysyła zakodowaną odpowiedź na sygnał z nadajnika naziemnego bądź z innego statku powietrznego i w ten sposób możliwa jest identyfikacja maszyny. Innym systemem ochrony jest aparatura „Syrena” S-3M (inaczej SPO-15), która sygnalizuje pilotowi opromieniowanie śmigłowca przez wiązkę radaru. Śmigłowce z późniejszych serii produkcyjnych wyposażono w nowszy system Ł-006 „Bieriozka”, który posiada elektroniczny procesor rozróżniający charakterystyki różnych typów stacji radiolokacyjnych i pokazujący dokładniejsze dane.
Śmigłowce Mi-24D mają zainstalowane także informatory głosowe RI-65. Informator taki ma za zadanie ostrzec załogę o najbardziej typowych zagrożeniach i awariach. Po odebraniu sygnału z czujników, które są umieszczone w newralgicznych punktach śmigłowca, analizuje je, a następnie podaje kobiecym głosem do słuchawek hełmofonów. Ponadto w razie wykrycia pożaru odpowiednia informacja przekazywana jest także drogą radiową do stanowiska kierowania lotami.

### Uzbrojenie

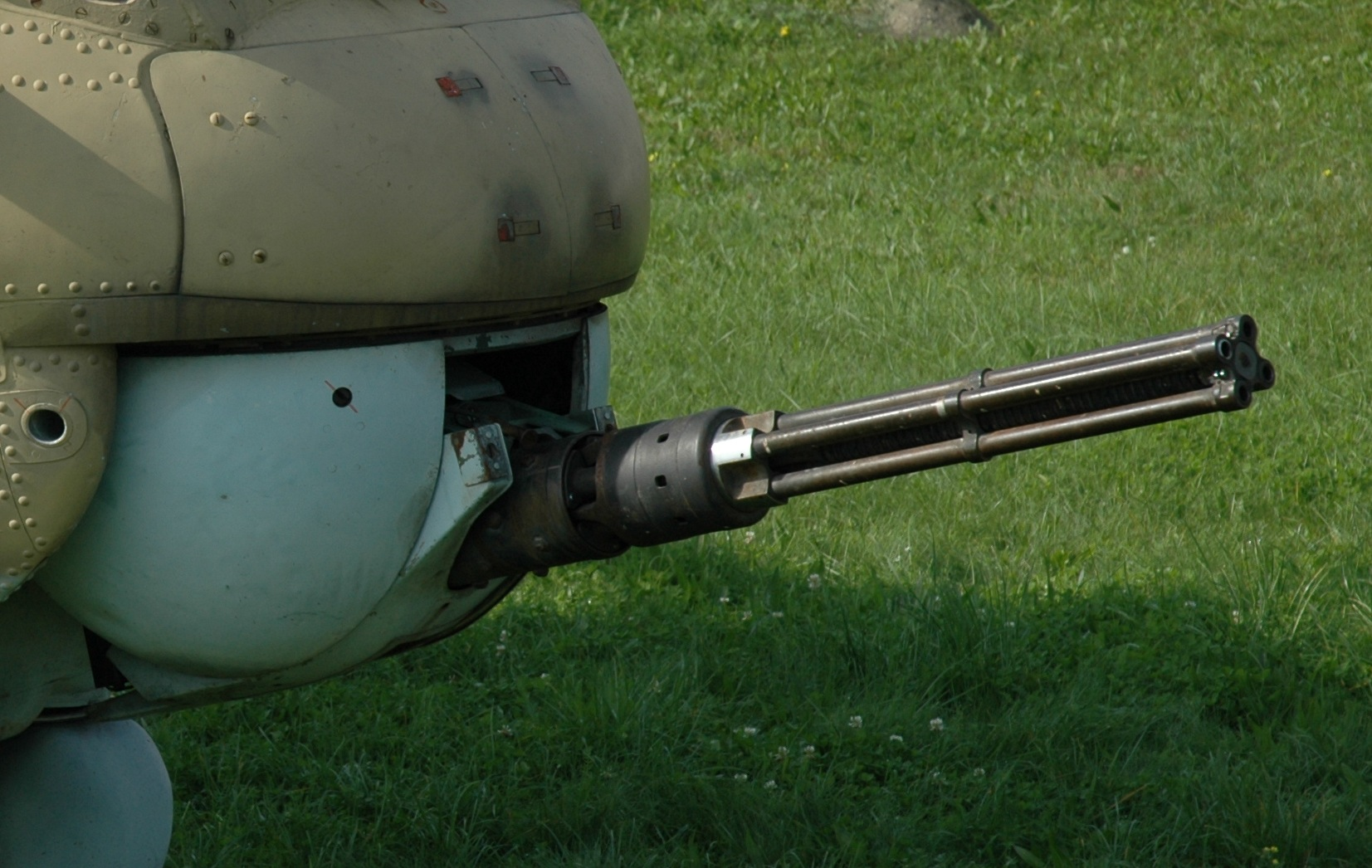
Stanowisko USPU-24 z wkm JaKB-12,7

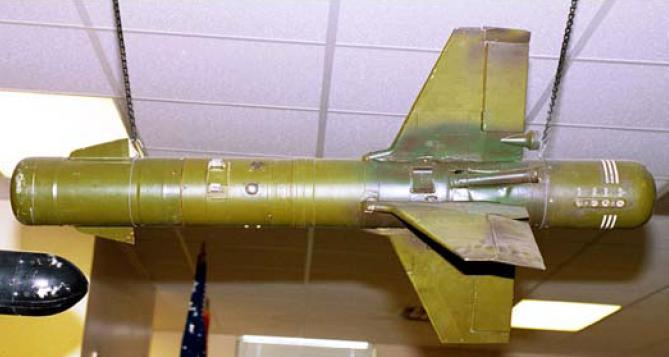
Ppk 9M-17P „Skorpion-P”

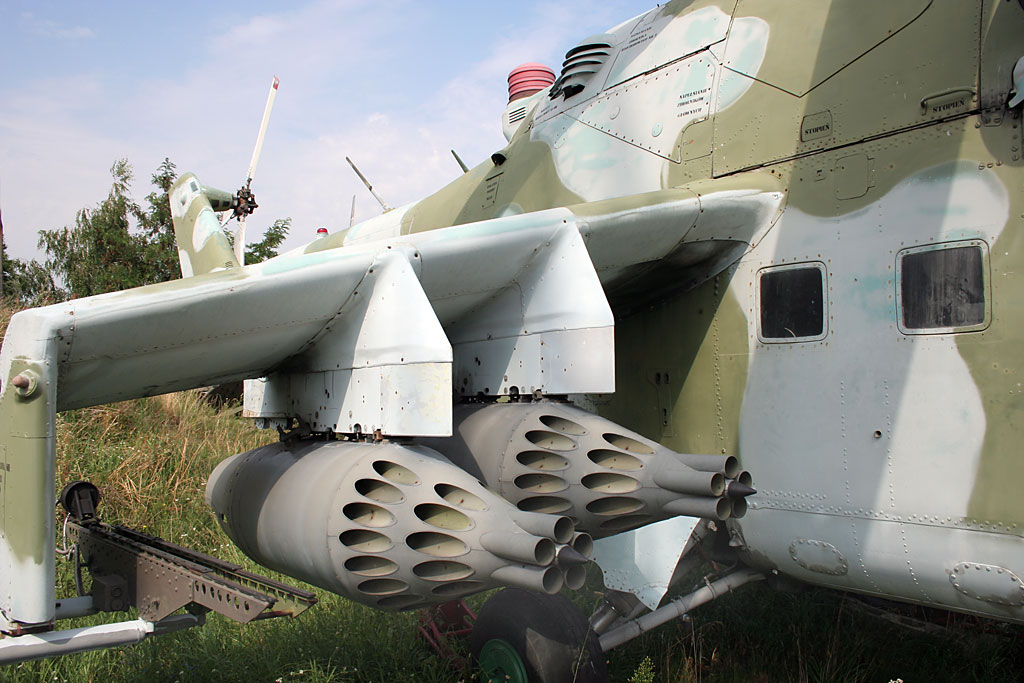
Przegląd uzbrojenia podwieszanego. Po prawej na końcówce skrzydła widoczna wyrzutnia ppk 9M-17P „Skorpion-P”, po lewej na węzłach umieszczone dwa zasobniki UB-32A-24 z rakietami S-5 kal. 57 mm.

Uzbrojenie śmigłowca Mi-24 dzieli się na stałe i podwieszane. Uzbrojeniem stałym jest czterolufowy karabin maszynowy JaKB-12,7 kal. 12,7 mm, umieszczony w zdalnie sterowanym stanowisku USPU-24 umiejscowionym w dziobie śmigłowca. Jest możliwe prowadzenie ognia pod kątem po 60° w poziomie, 20° w górę i 40° w dół. Zapas amunicji wynosi 1470 sztuk. Sterowanie km JaKB-12,7 odbywa się za pomocą stacji celowniczej KPS-53AW umieszczonej w kabinie operatora, przed przednią szybą. Podstawowym elementem stacji jest celownik kolimatorowy KS-53. Otwarcie ognia jest możliwe lewą lub prawą ręką, dzięki dwóm niezależnym spustom. Ponadto stacja wyposażona jest w miniaturową kamerę filmową PAU-457-2M, wykorzystywaną jako urządzenie fotokontrolne. Za pomocą tej stacji można także dokonywać zrzutu bomb, w systemie sterowania ręcznego lub automatycznego.
Uzbrojenie podwieszane stanowią: przeciwpancerne pociski kierowane, rakiety niekierowane, bomby i zasobniki strzeleckie. Do zwalczania celów opancerzonych służy system „Falanga”, którego głównym elementem są ppk 9M-17P „Skorpion-P”. Naprowadzanie rakiet odbywa się półautomatycznie, metodą SACLOS. Operator musi pokryć krzyż celowniczy celownika z celem, pozostałe zaś czynności wykonują się automatycznie za pomocą aparatury Raduga-F. Po odpaleniu pocisku operator może śledzić tor jego lotu za pomocą smugaczy (w dzień) lub lampek (w nocy) umieszczonych na tylnej części rakiety. Pocisk 9M-17P może być także naprowadzany ręcznie, np. w sytuacji zastosowania zakłóceń przez przeciwnika. Śmigłowiec Mi-24 może przewozić do czterech pocisków, na prowadnicowych wyrzutniach typu 2P32M (K-4W) umieszczonych na końcach skrzydeł.
Pod wysięgnikami na skrzydłach znajdują się cztery belki nośne BD3-57Kr-W, służące do przenoszenia innych rodzajów uzbrojenia. Są wśród nich rakiety niekierowane S-5 kal. 57 mm, o głowicach odłamkowych (S-5MO) lub kumulacyjno-odłamkowych (S-5KO). Śmigłowiec może przenosić cztery wyrzutnie-zasobniki UB-32A-24, każda z 32 prowadnicami dla rakiet S-5. Za pomocą urządzenia sterującego PUS 36-68 rakiety mogą być odpalane salwami po 4, 8 i 16 sztuk z każdego zasobnika (tj. przy czterech zasobnikach łącznie 16, 32 i 64 rakiety w salwie). W śmigłowcach późniejszych serii produkcyjnych stosowane są także rakiety S-8 kal. 80 mm umieszczone w zasobnikach B-8W-20. Odpalanie npr jest możliwe wyłącznie z miejsca pilota, który korzysta z celownika kolimatorowego PKW.
Innym typem uzbrojenia podwieszanego są zasobniki strzeleckie UPK-23-250, występujące na egzemplarzach ostatnich serii produkcyjnych. W zasobniku UPK-23-250 znajduje się działko GSz-23Ł kal. 23 mm, z zapasem 250 sztuk naboi. Śmigłowiec Mi-24 może także przenosić cztery bomby o masie 50, 100 lub 250 kg zamocowane na belkach umieszczonych na skrzydłach. Istnieje także możliwość przenoszenia dwóch bomb o masie 500 kg podwieszonych na wysięgnikach wewnętrznych (w tzw. wariancie przeciążonym). Podczas zrzutu bomb celowanie odbywa się za pomocą celownika OBP-1 R.
Kontrolę wyników ostrzału zapewnia fotokarabin S13 umieszczony w obudowie na końcu lewego skrzydła.
Śmigłowiec Mi-24 wyposażono także w system ochrony przed pociskami naprowadzanymi za pomocą podczerwieni. Układ ten składa się m.in. z promiennika mikrofalowego Ł -166W-1 AE „Ispanka” oraz wyrzutnika flar termicznych ASO-2W (cztery kasety po 32 naboje każda). Ponadto część śmigłowców Mi-24 posiada wyloty silników dostosowane do zakładania osłon rozpraszających typu EWU, które zmniejszają temperaturę gazów wylotowych.

## Warianty i modernizacje

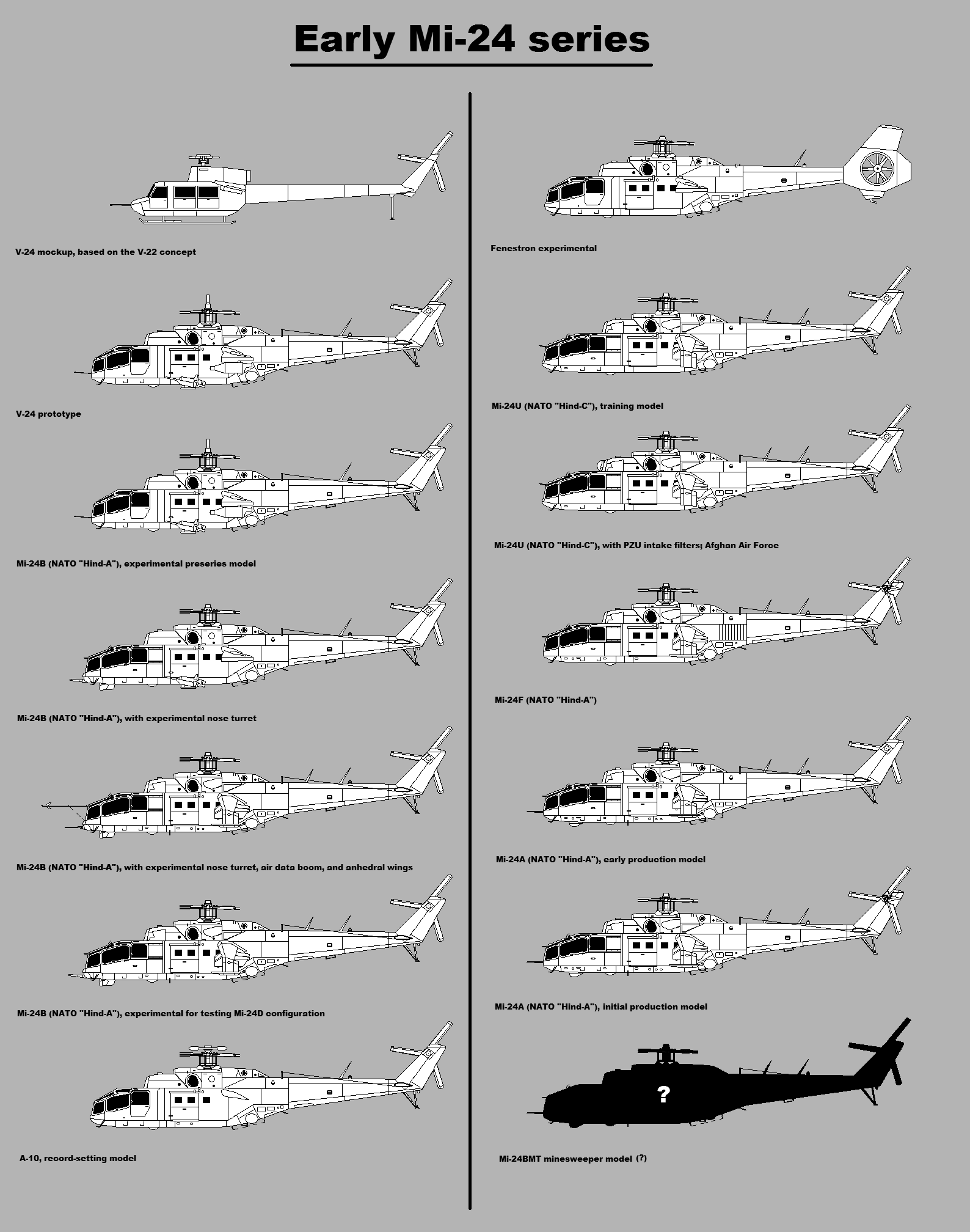
Wczesne wersje Mi-24

### Podstawowe warianty

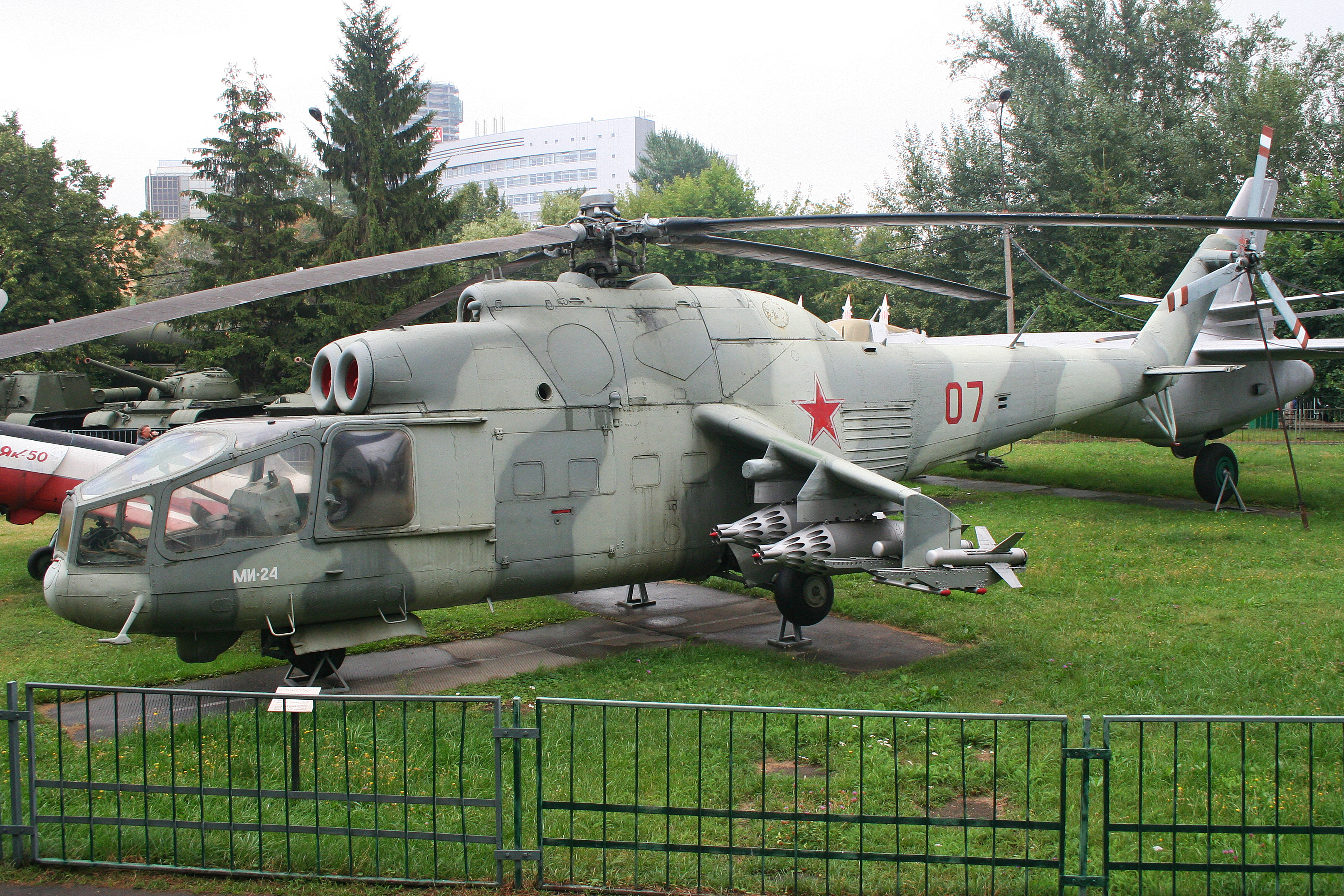
Mi-24A

- W-24 – oznaczenie prototypu napędzanego silnikami TW2-117[5].
- A-10 – oznaczenie śmigłowców przebudowanych do celu pobicia rekordów prędkości. Do tego wariantu przebudowano zarówno śmigłowce Mi-24, jak i Mi-24D.
- Mi-24 – pierwszy wariant seryjny. W porównaniu do prototypu W-24 otrzymał mocniejsze silniki TW3-177, a także nieco inne oszklenie kabiny pilotów. Powstało niewiele śmigłowców w tym wariancie[5]
- Mi-24A (Hind-A) – wariant zmodernizowany z mocniejszymi silnikami TW3-177A oraz powiększonym oszkleniem kabiny załogi. Ponadto skrzydłom nadano ujemny wznios dla poprawienia stateczności poprzecznej, a prowadnice ppk przeniesiono na końce skrzydeł. Ogółem wyprodukowano 240 śmigłowców w tym wariancie[10][5][6].
- Mi-24U (Hind-C) – wariant szkolno-bojowy zbudowany na bazie Mi-24A. W stosunku do maszyny bazowej ograniczono uzbrojenie, rezygnując z karabinu maszynowego w przedniej części oraz ppk wraz z systemem naprowadzania[10][5].
- Mi-24B – wersja Mi-24A z nowszym uzbrojeniem. Karabin A-12 zastąpiono wielolufowym wkm-em JakB-12,7 kal. 12,7 mm zabudowanym w ruchomym stanowisku, a ppk 9M17M Skorpion M – zastąpione zostało przez nowszą wersję 9M17P Skorpion-P. W latach 1971–1972 w zakładach nr 116 w Arseniewie wyprodukowano 30 maszyn tego typu[10].

### Modernizacje

#### Mi-24D/Mi-25

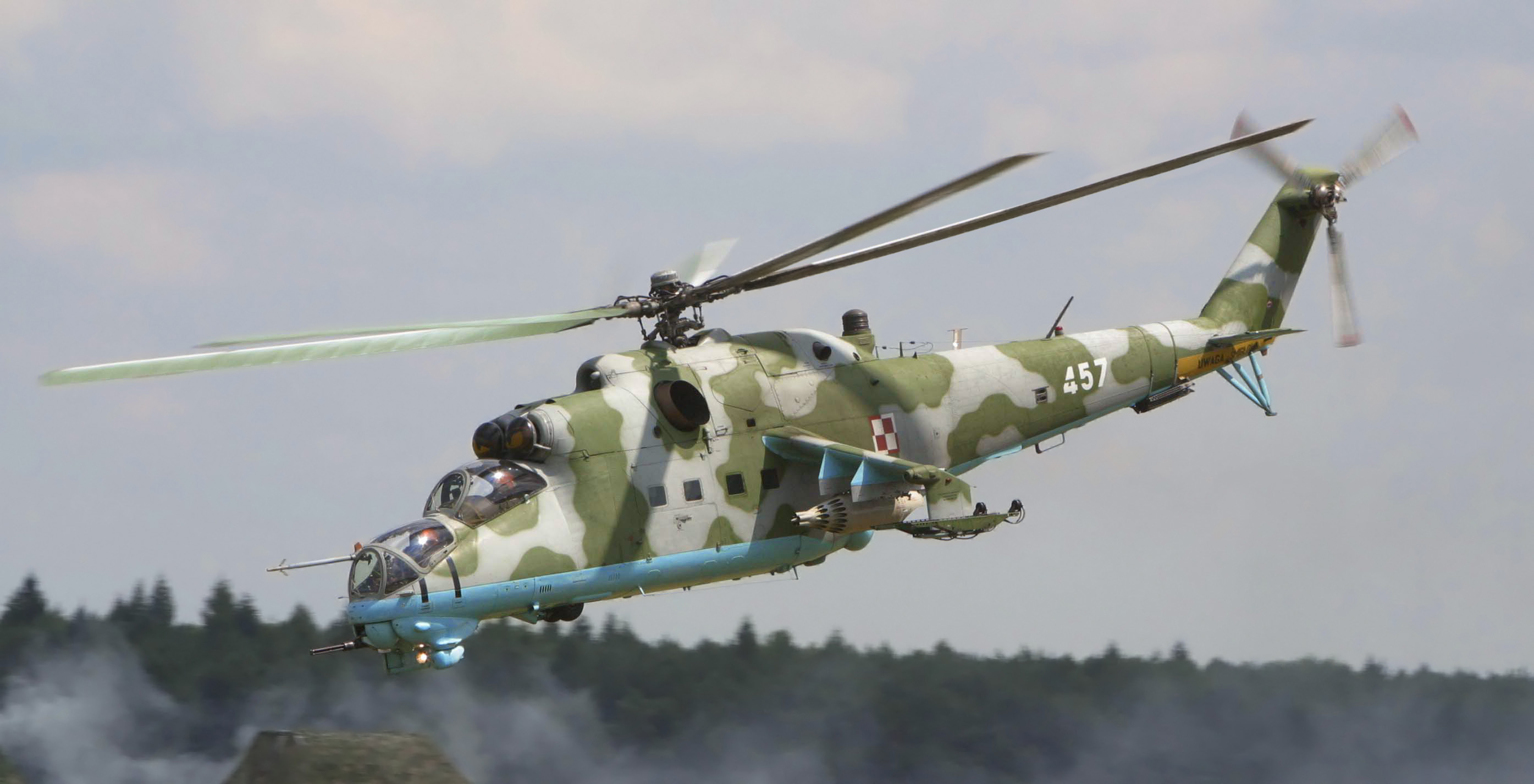
Polski Mi-24D

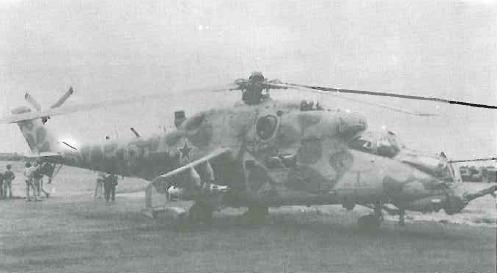
Mi-24RCh

Pierwsze lata użytkowania śmigłowców Mi-24 i Mi-24A ukazały wady tych maszyn. Do wad zaliczano konstrukcję kabiny załogi (wspólna dla pilota i operatora) oraz słabą skuteczność karabinu maszynowego A-12,7. W maszynach Mi-24 i Mi-24A kabina załogi była wspólna oraz umieszczona na jednym poziomie. Mimo bogatego oszklenia widoczność była dość ograniczona, zwłaszcza podczas lądowania. Ponadto bezpieczeństwo załogi we wspólnej kabinie było mniejsze – eksplozja jednego pocisku mogła ranić zarówno pilota, jak i operatora.
Wobec tego rozpoczęto prace nad zmodernizowanym śmigłowcem pozbawionym tych wad. Przód kadłuba przekonstruowano, zapożyczając z amerykańskich śmigłowców AH-1G i YAH-63 koncepcję kabiny załogi w układzie tandem z tylnym, podwyższonym stanowiskiem pilota (dla zapewnienia lepszej widoczności). Jednakże w nowej wersji śmigłowca Mi-24 zdecydowano się na zapewnienie operatorowi i pilotowi oddzielnych stanowisk z własnymi osłonami (w amerykańskich śmigłowcach szturmowych kabina i osłona była wspólna). Stanowisko operatora usytuowano z przodu, nad nowym stanowiskiem karabinu maszynowego. Miejsce pilota znalazło się za operatorem. Nowe stanowiska załogi umieszczono z przodu, w przekonstruowanym, smuklejszym kadłubie. Dzięki temu śmigłowiec stawia mniejszy opór aerodynamiczny i prędkość maksymalna wzrosła do 335 km/h. Zmianie uległa też konstrukcja przedniego podwozia – zrezygnowano z osłon kół. Karabin maszynowy A-12,7 zastąpiono nowym, czterolufowym karabinem maszynowym JaKB-12,7 kal. 12,7 mm umieszczonym w elektrycznie sterowanym stanowisku strzeleckim umiejscowionym pod stanowiskiem operatora.
Nową wersję oznaczono jako Mi-24D (Dorabotannyj – pol. dopracowany). Oblot prototypu Mi-24D nastąpił w pierwszej połowie lat 70. XX wieku, a produkcję rozpoczęto w roku 1973. Wersja Mi-24D była pierwszą, która zadowoliła władze radzieckie i 29 marca 1976 roku oficjalnie przyjęto ją na wyposażenie jednostek radzieckich. Śmigłowce seryjne od prototypów różniły się m.in. zastosowaniem nowego śmigła ogonowego typu ciągnącego zabudowanego po lewej stronie usterzenia (podobne rozwiązanie zastosowano w Mi-24A późnych serii produkcyjnych; prototyp W-24 i śmigłowce pierwszych serii miały śmigło ogonowe po stronie prawej) o zmienionym kierunku obrotu. Dzięki takiemu zabiegowi uzyskano lepszą zwrotność maszyny.
Mi-24D został publicznie zaprezentowany po raz pierwszy w roku 1977 podczas ćwiczeń wojsk Układu Warszawskiego pod kryptonimem „Karpaty”. Pojawienie się nowej modernizacji śmigłowca Mi-24 spotkało się z dużym zainteresowaniem zachodnich obserwatorów. Początkowo na Zachodzie Mi-24D uznano za całkowicie nową konstrukcję, wobec czego zastanawiano się nad nadaniem jej odrębnego oznaczenia w kodzie NATO. Ostatecznie pozostawiono oznaczenie Hind z dodaną literą D, co oznaczało czwartą wersję śmigłowca Mi-24.
Produkcja Mi-24D odbywała się w zakładach nr 116 w Arseniewie oraz nr 168 w Rostowie nad Donem. Ogółem powstało 625 maszyn w tym wariancie.
Na bazie Mi-24 D w niewielkich ilościach wyprodukowano też śmigłowce szkolne Mi-24DU (produkcję rozpoczęto w roku 1980). Były to maszyny dostosowane do szkolenia młodych pilotów przez usunięcie ruchomej wieżyczki z karabinem maszynowym i zabudowanie nowego obłego przodu kabiny. W ten sposób z przodu powstała kabina dla pilota-ucznia. Wyposażenie przedniej kabiny, w której miał zasiadać uczeń upodobniono do wyposażenia kabiny pilota instruktora.
Ponadto na podstawie Mi-24D stworzono śmigłowiec rozpoznania chemicznego Mi-24RCh. Przebudowa polegała na zdemontowaniu wyrzutni pocisków przeciwpancernych oraz zespołu celownika i nadajnika wiązki radiowej. Zamiast tego zainstalowano czujniki pomiarowe w miejscu wyrzutni ppk, a także na belce ogonowej. Ponadto drzwi kabiny ładunkowej wyposażono w duże okno z wypukłą szybą. Maszyny te po raz pierwszy publicznie pokazano w roku 1986 podczas likwidacji skutków awarii reaktora w Czarnobylu. Wykorzystano je wtedy do pomiarów poziomu skażenia. Śmigłowiec Mi-24RCh otrzymał w kodzie NATO oznaczenie Hind-G (lub Hind-G1).
Dla celów eksportowych poza państwa Układu Warszawskiego stworzono uproszczoną wersję śmigłowca Mi-24D znaną jako Mi-25. Maszyny w tym wariancie posiadały inne wyposażenie pokładowe i eksportowane były do niektórych krajów afrykańskich (Algieria, Angola, Etiopia, Libia), azjatyckich (Afganistan, Indie, Kambodża, Korea Północna, Wietnam), południowo- i środkowoamerykańskich (Kuba, Nikaragua, Peru) i na Bliski Wschód (Irak, Jemen, Syria). Na podstawie Mi-25 powstała także wersja szkolna Mi-25U.

#### Mi-24W/Mi-35

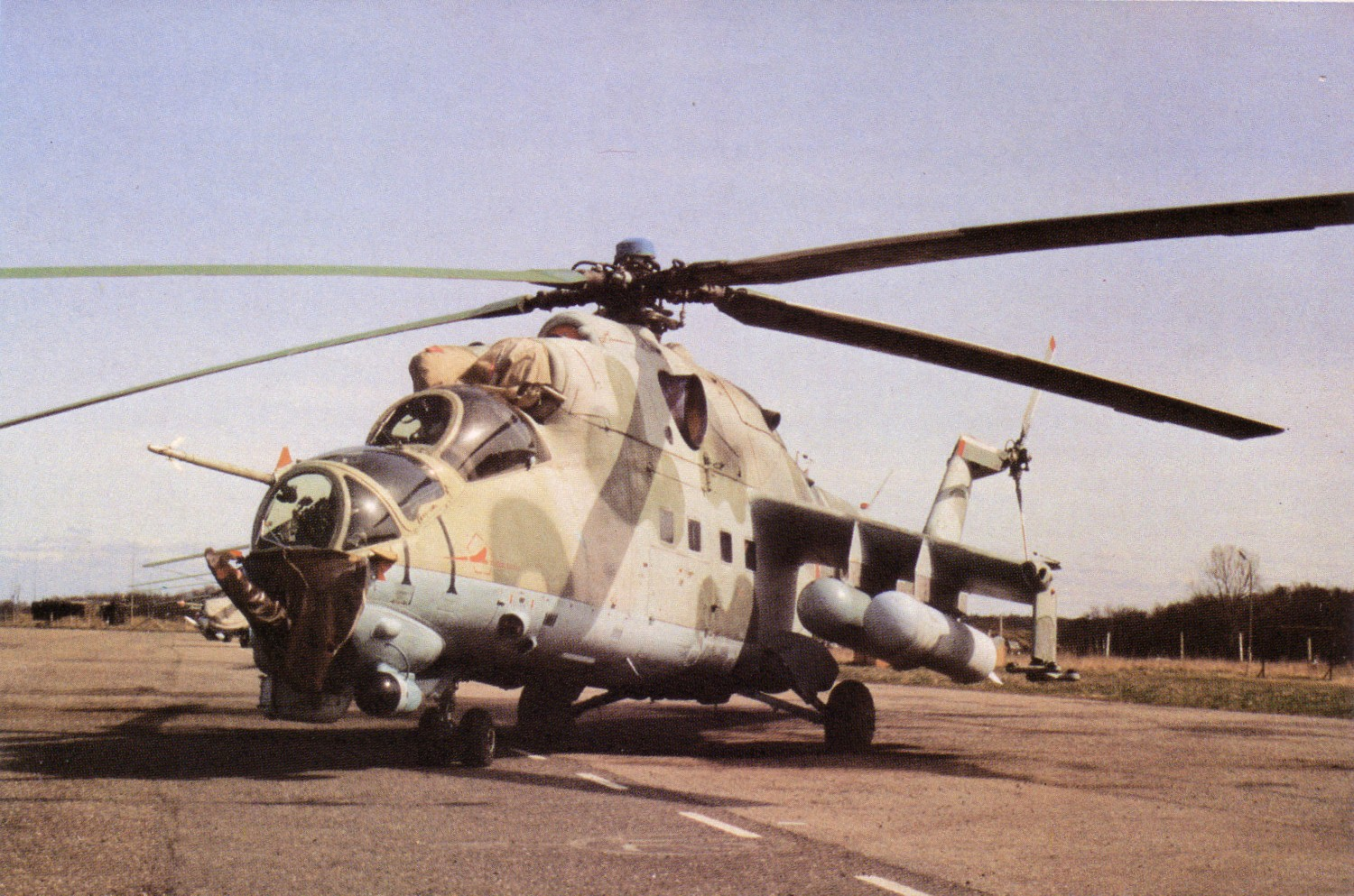
Mi-24W

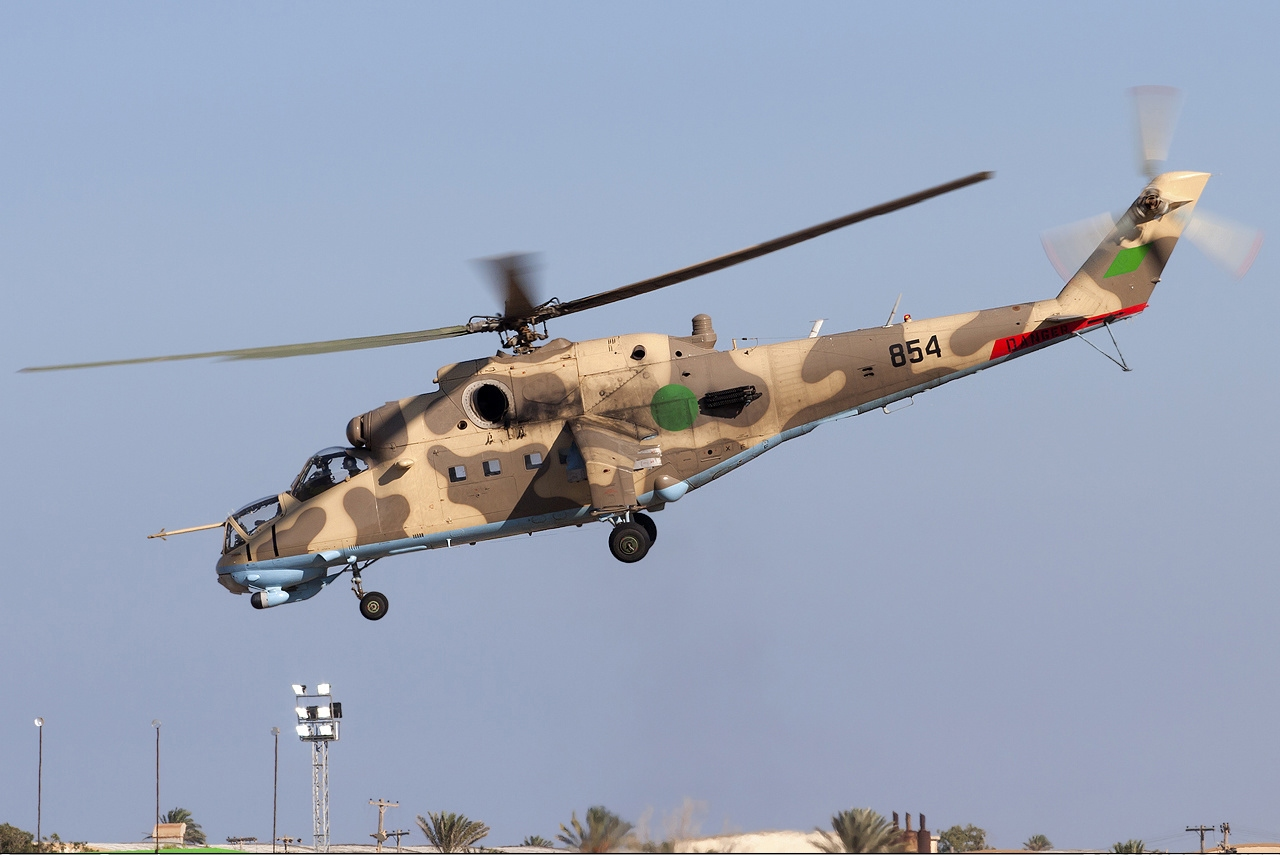
Libijski Mi-35

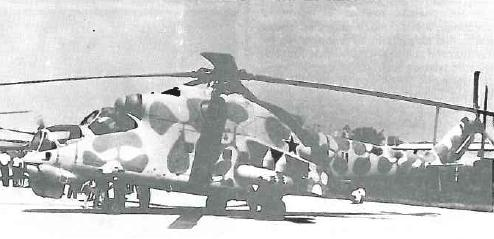
Mi-24K

Rozwinięciem śmigłowca Mi-24D jest opracowywany równolegle z nim Mi-24W. Zmiany w stosunku do poprzednika objęły przede wszystkim zastosowanie docelowego systemu uzbrojenia „Szturm” oraz nowego wyposażenia. Uzbrojeniem przeciwpancernym Mi-24W są naddźwiękowe pociski 9M144 Kokon. Ponadto skrzydła dostosowano do podwieszenia nowych wariantów uzbrojenia, m.in. zasobników strzeleckich GUW i UPK-23-210 oraz wyrzutni pocisków niekierowanych B-8. W kabinie pilotów zamontowano nowy zespół celownika ASP-17W. Przebudowie uległa też osłona obiektywu optycznego przyrządu celowniczego.
Prototyp Mi-24W oblatano w listopadzie 1975 roku, a produkcję seryjną rozpoczęto w roku 1976. Na wyposażenie jednostek radzieckich wprowadzono go 29 marca 1976 roku, tego samego dnia co Mi-24D. Zdjęcia śmigłowca Mi-24W po raz pierwszy pojawiły się w prasie w lutym 1980 roku i z tą chwilą stał się znany opinii publicznej. W kodzie NATO śmigłowiec otrzymał oznaczenie Hind-E'.
W połowie lat 80. XX wieku przeprowadzono modernizację śmigłowców Mi-24W. Otrzymały one m.in. nowe wzmocnione silniki TW3-177W przeznaczone do działania na większych wysokościach, ulepszona radiolokacyjną stację ostrzegawczą SPO-15, a także wyrzutnie flar termicznych PPI-26.
Odmianę eksportową dla państw spoza Układu Warszawskiego Mi-24W oznaczono jako Mi-35. Tę odmianę wykorzystywała m.in. armia afgańska.
Ogółem w latach 1976–1986 wyprodukowano około 1493 maszyn tego typu. Ponadto oparciu o Mi-24W powstały kolejne wersje z nowym uzbrojeniem: Mi-24P, Mi-24WP oraz wersja rozpoznawcza Mi-24K.
Jedną z modyfikacji jest Mi-24WP – wersja śmigłowca Mi-24W z dwulufowym działkiem GSz-23W kal. 23 mm umieszczonym w ruchomym stanowisku strzeleckim NPPU-24 w nosie śmigłowca. Tę wersję oblatano w roku 1986, produkcję seryjną rozpoczęto zaś w roku 1989. W zakładach w Arseniewie powstało tylko 25 egzemplarzy Mi-24WP, a linię produkcyjną szybko zwolniono dla nowego śmigłowca szturmowego Ka-50.
Na podstawie Mi-24W powstała także wersja rozpoznania ABC Mi-24R. W tym wariancie usunięto uzbrojenie przeciwpancerne oraz systemy sterowania nim, a zamiast niego zamontowano wyposażenie specjalistyczne. Załogę Mi-24R zwiększono do czterech osób: do załogi dołączył operator aparatury pomiarowej. Ogółem w latach 1983–1989 wyprodukowano 110 maszyn tego typu. W roku powstała wersja z nowocześniejszym wyposażeniem specjalistycznym – Mi-24RA.
Mi-24K, czyli wersję rozpoznawczą powstałą na bazie Mi-24W opracowano w latach 80 XX wieku. Ten wariant przeznaczony jest do rozpoznania oraz korygowania ognia artylerii. W miejsce systemu celowniczego oraz naprowadzania ppk zainstalowano system rozpoznawczy Ruta. Ponadto w kabinie ładunkowej umiejscowiono lotniczy aparat fotograficzny AFA-100. Produkcja śmigłowców Mi-24K odbywała się w latach 1983–1989, ogólnie powstały 92 takie śmigłowce. Mi-24K w kodzie NATO otrzymał oznaczenie Hind-G2.

#### Mi-24P/Mi-35P

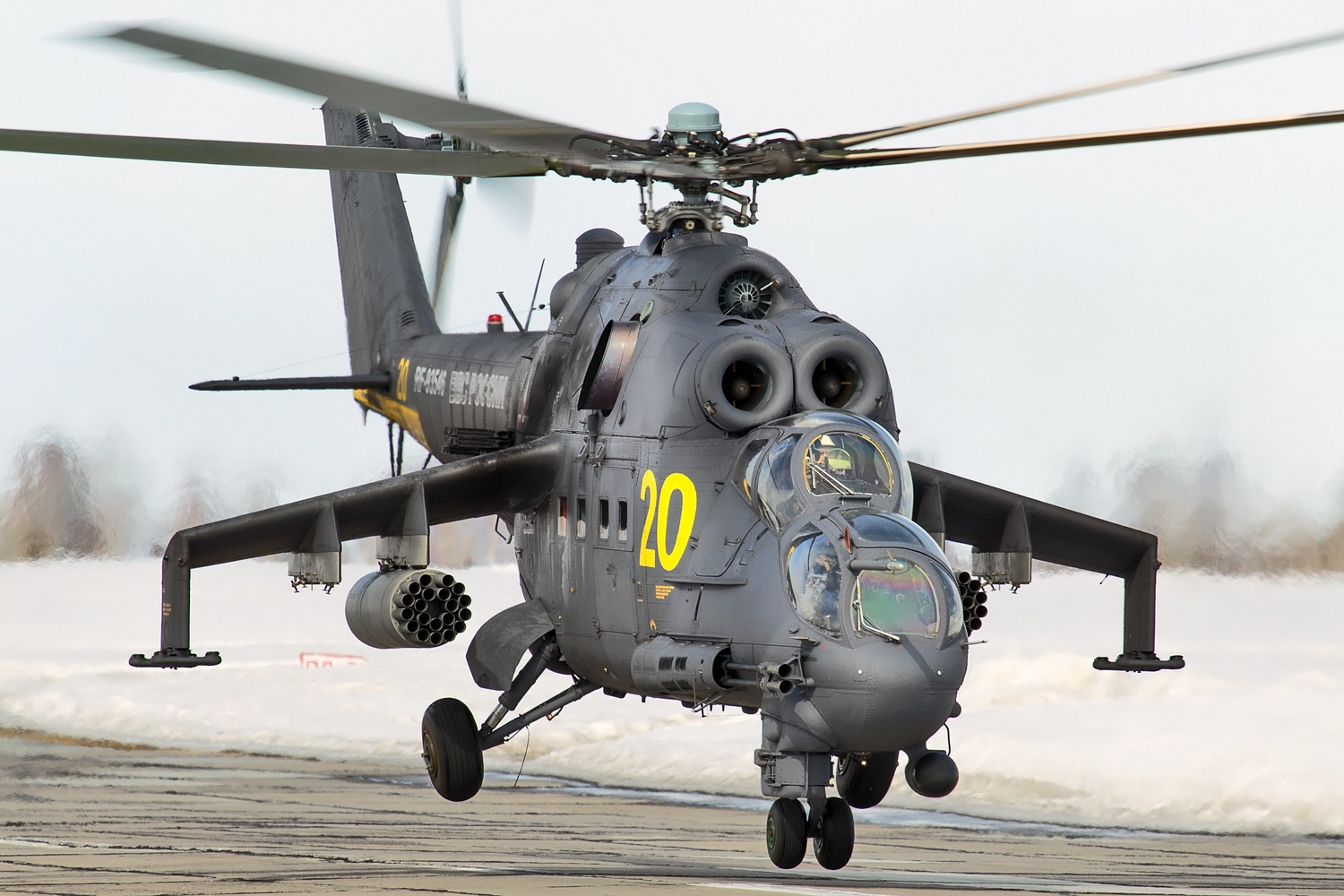
Mi-24P z doskonale widocznym działkiem kal. 30 mm

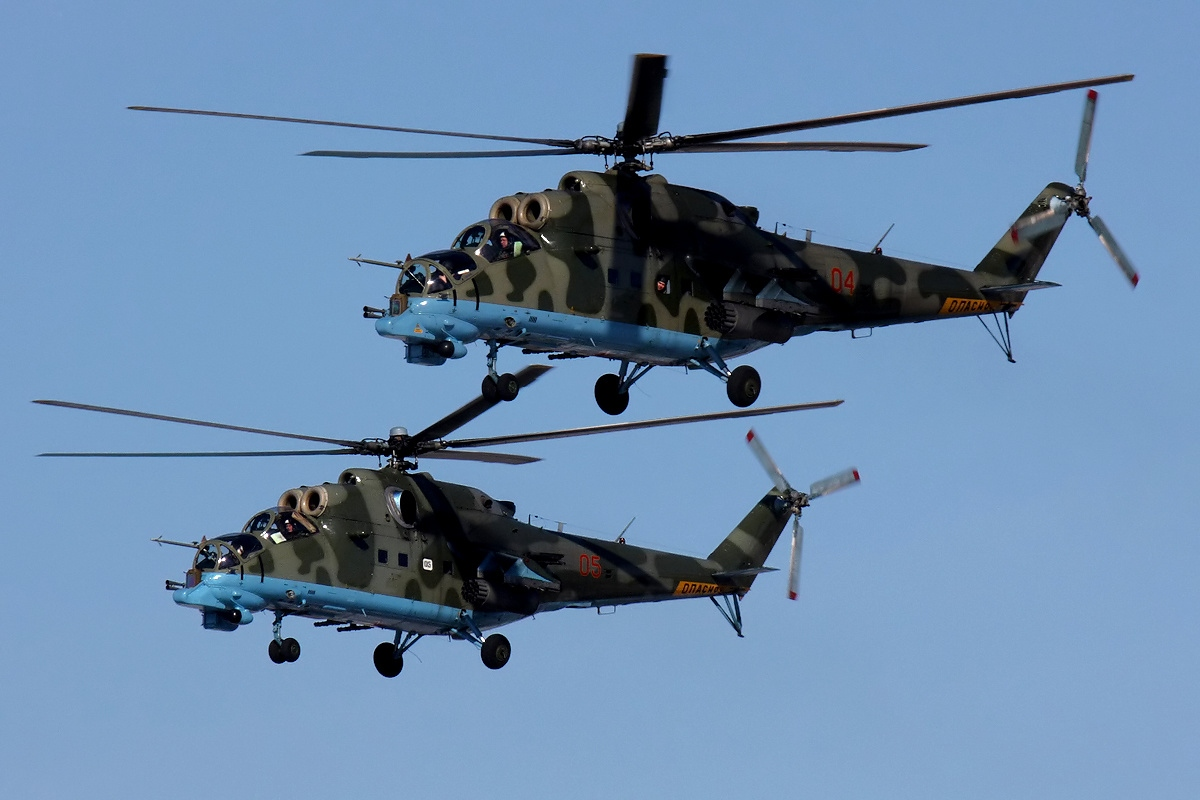
Rosyjskie Mi-24PN

Mi-24P jest zmodyfikowaną wersją śmigłowca Mi-24W z nieruchomym dwulufowym działkiem GSH-30K umieszczonym na prawej burcie kadłuba, zamiast dziobowego, ruchomego stanowiska z karabinem maszynowym. Maszyna ta powstała w roku 1975, a do produkcji weszła w 1981 roku. Śmigłowce Mi-24P po raz pierwszy zaprezentowano w roku 1982 podczas ćwiczeń „Drużba”. W NATO nadano im oznaczenie kodowe Hind-F. Wersje eksportowe oznaczono jako Mi-35P. Mi-35P był pierwszą wersją śmigłowca Mi-24 zaprezentowaną na Zachodzie. Prezentacja ta miała miejsce w roku 1989 podczas międzynarodowego salonu lotniczego w Redhill, w Wielkiej Brytanii. Do roku 1989 w zakładach w Arseniewie i w Rostowie nad Donem powstało 635 śmigłowców Mi-24P.
Na podstawie Mi-24P powstało także kilka modyfikacji, m.in. Mi-24PN i Mi-24PS.
Mi-24PN (oznaczenie eksportowe Mi-35PM) jest współczesną modernizacją śmigłowców Mi-24P polegającą na zastosowaniu nowej awioniki, dzięki czemu możliwe są loty śmigłowca nie tylko w dzień, ale także w nocy. Ponadto podobnie jak Mi-24WM posiada nowy wirnik główny z kompozytowymi łopatami, śmigło ogonowe zapożyczone z Mi-28 oraz stałe podwozie. W roku 2004 Mi-24PN wybrano jako standard modernizacji dla armii rosyjskiej jako tańszą alternatywę dla Mi-24WM. Ponadto pewną liczbę śmigłowców Mi-24PN dostarczono do Ugandy.
Kolejną modyfikacją jest Mi-24PS (oznaczenie eksportowe Mi-35PS) – wariant specjalny opracowany na zlecenie rosyjskiego ministerstwa spraw wewnętrznych. Pierwszy prototyp powstał z przebudowy Mi-24PS; pozostawiono charakterystyczne działko kal. 30 mm umieszczone na prawej burcie, zamontowano reflektory, głośniki zewnętrzne i wciągarkę (ŁPG-4). Ponadto śmigłowiec wyposażono w system łączności satelitarnej oraz wyposażenie radiowe używane przez rosyjskie siły specjalne. Drugi prototyp, który zaprezentowano na pokazach lotniczych MAKS'95 powstał z przebudowy maszyny Mi-24W. Nie posiadał on uzbrojenia, stanowisko poddziobowe z działkiem zastąpiono stanowiskiem FLIR. Brak informacji o rozpoczęciu produkcji seryjnej.

#### Mi-24WM/Mi-35M

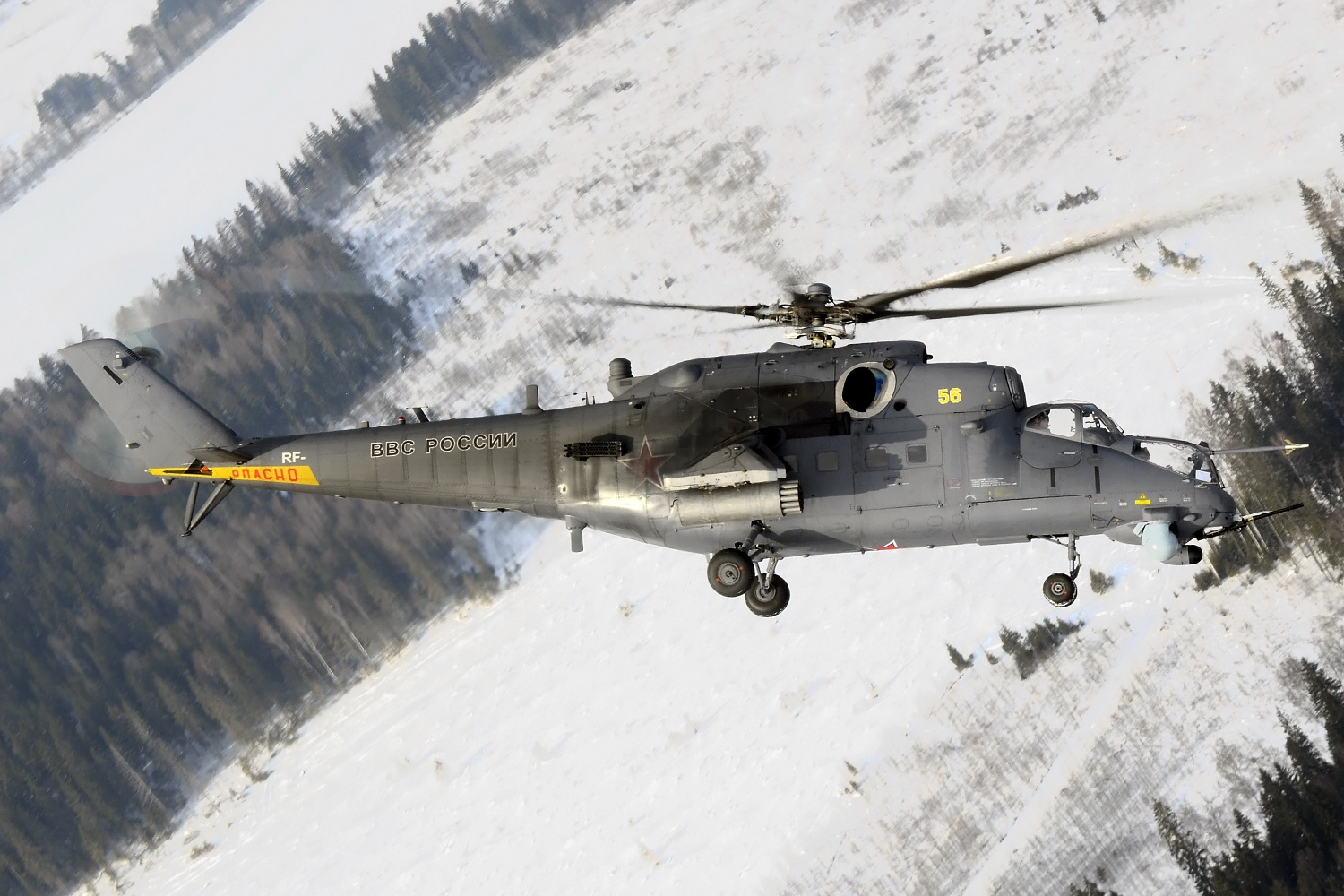
Rosyjski Mi-35M

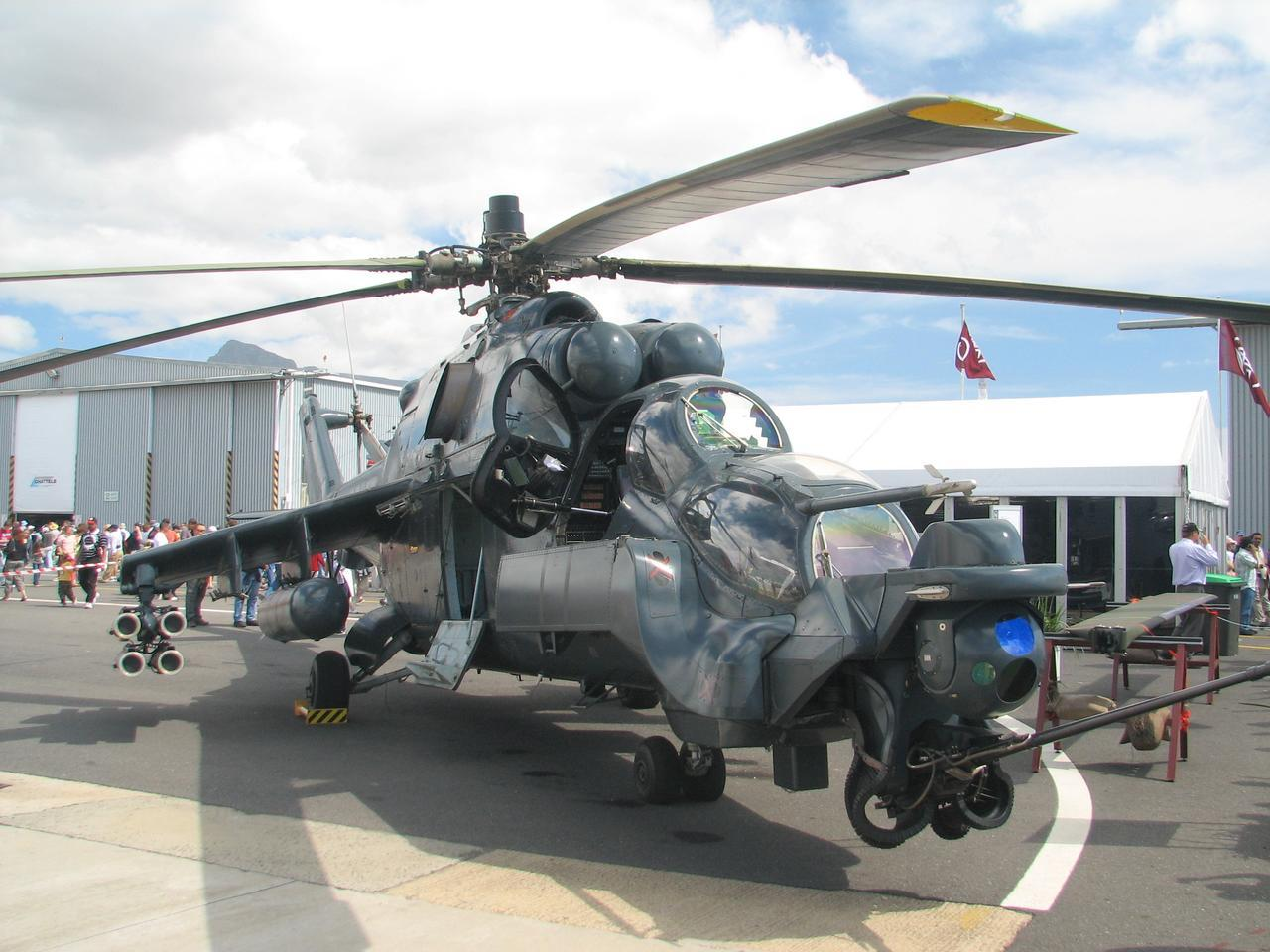
Śmigłowiec z rodziny Mi-24 Super Hind

Jedną z ostatnich modernizacji śmigłowca Mi-24 jest wariant Mi-35M (w odniesieniu do śmigłowców przeznaczonych dla armii rosyjskiej stosowane jest oznaczenie Mi-24WM). Powstał on na podstawie Mi-24W. W latach 90. XX wieku w Rosji, z uwagi na małą produkcję śmigłowców Ka-50, podjęto decyzję o zmodernizowaniu posiadanych Mi-24. Modernizacją zajęły się zakłady Rostvertol. Głównym założeniem tej modernizacji było zmniejszenie masy oraz zastosowanie bardziej wydajnego układu nośnego, a także zastosowanie nowych systemów uzbrojenia.
Makietę Mi-35M pokazano w roku 1995, prototyp zaś oblatano w roku 1999. Jednakże Mi-35M początkowo nie spotkał się z zainteresowaniem rosyjskiej armii (która wybrała modernizację Mi-24PN) i rozpoczęto poszukiwania potencjalnych nabywców za granicą. Pierwszym użytkownikiem Mi-35M stała się Wenezuela (kontrakt z 2005 roku), a następnie Brazylia (kontrakt z 2008 roku), Rosja (kontrakt z 2010 roku) i Azerbejdżan (kontrakt z 2011 roku).
Mi-35M w porównaniu do Mi-24W otrzymał nową, cyfrową awionikę oraz nowe, mocniejsze silniki. Przekonstruowano śmigłowiec, stosując wirnik główny z łopatami kompozytowymi i śmigło ogonowe zaadaptowane z maszyny Mi-28. Chowane podwozie zastąpiono stałym. Uzbrojenie stanowią ppk Ataka-W, rakiety powietrze-powietrze Igła-W (lub opcjonalnie G3-Ch Wega), natomiast w nosie śmigłowca zainstalowano chłodzone wodą działko GSz-23W.

#### Mi-24PU1
Ukraińska modernizacja Mi-24P program zapoczątkowano w 2008 roku polegał on na modernizacji i, nazwijmy ją umownie „ukrainizacji”, Mi-24P realizowany wspólnie przez różne państwowe i prywatne firmy ukraińskie przy współpracy z zachodnimi koncernami, takimi jak Sagem. Liderem projektu są Konotopskie Lotnicze Zakłady Remontowe AVIAKON, specjalizujące się w remontach i modernizacji śmigłowców oraz wsparciu eksploatacji dla odbiorców zagranicznych.

#### Mi-24 Super Hind
W roku 1999 południowoafrykańskie przedsiębiorstwo ATE popisało umowę na modernizację 40 algierskich śmigłowców Mi-24. Zmodernizowane maszyny nazwano Mi-24 Super Hind. Otrzymały one nową, cyfrową awionikę pochodzącą ze śmigłowca Denel Rooivalk. Ponadto nieco przekonstruowano kabinę, polepszając pole widzenia pilota, a także zastosowano dodatkowe jej opancerzenie wykonane z kevlaru.
Z uwagi na sukces tej modernizacji w firmie ATE opracowano kolejne wersje rozwojowe z nową awioniką i uzbrojeniem (Mi-24 SuperHind Mk.III i Mi-24 SuperHind Mk.IV) oraz z całkowicie przeprojektowanym kadłubem oraz kokpitem (Mi-24 SuperHind Mk.V). Do standardu Mi-24 SuperHind Mk.III zmodernizowano azerskie śmigłowce Mi-24.

#### LL PSW
Śmigłowiec oznaczony jako LL PSW (Letajuszczaja Łaboratorija Perspektiwnyj skorostnoj Wiertolot, ros Перспективный скоростной вертолёт/Latające Laboratorium Perspektywiczny Szybki Śmigłowiec) jest jednomiejscową maszyną przeznaczoną pierwotnie do badań w programie budowy szybkiego śmigłowca. Program został przerwany oficjalnie 12 września 2014 roku z powodu niemożności uzyskania zakładanych kosztów eksploatacji śmigłowca, przy stawianych mu wymaganiach. Maszyna miała jednoosobową załogę i zmieniony przód kadłuba, któremu nadano węższy przekrój. Śmigłowiec pozbawiono zbędnego wyposażenia w tym uzbrojenia. 29 grudnia 2015 roku wznowiono loty z nowymi łopatami wirnika głównego. LL PSW testowany jest w trzech różnych konfiguracjach, bez skrzydeł, ze standardowymi skrzydłami i skrzydłami wydłużonymi. Według informacji producenta, jesienią 2016 roku maszyna leciała z prędkością przekraczającą 405 km/h. W trakcie pierwszego lotu załogę śmigłowca tworzyli pilot Władimir Kutanini i inżynier Tatjana Demjanienko.

## Porównanie danych technicznych różnych wariantów
|                            | Mi-24A                 | Mi-24D                                                      | Mi-24W                                                      | Mi-24P                                                                   | Mi-24WP                                                     | Mi-24 Super Hind Mk III                                   | Mi-35M                                                       |
| -------------------------- | ---------------------- | ----------------------------------------------------------- | ----------------------------------------------------------- | ------------------------------------------------------------------------ | ----------------------------------------------------------- | --------------------------------------------------------- | ------------------------------------------------------------ |
| Napęd                      | 2 x silniki TW3-177A   | 2 x silniki TW3-117MT                                       | 2 x silniki TW3-117W                                        | 2 x silniki TW3-117W                                                     | 2 x silniki TW3-117W                                        | 2 x silniki TW3-117W                                      | 2 x silniki ТW3-117WМА lub VК-2500                           |
| Moc maksymalna [KM]        | 2x 2200                | 2x 2200                                                     | 2x 2225                                                     | 2x 2225                                                                  | 2x 2225                                                     | 2x 2225                                                   | 2x 2230                                                      |
| Masa własna [kg]           | 7675                   | 8340                                                        | 8500                                                        | 8570                                                                     | 8570                                                        | 7150                                                      | 8354                                                         |
| Uzbrojenie przeciwpancerne | ppk 9M17M Skorpion-M   | ppk 9M17P Skorpion-P                                        | ppk 9M114 Kokon                                             | ppk 9M114 Kokon                                                          | ppk 9M114 Kokon                                             | ppk Ingwe lub Mokopa                                      | ppk 9M120 Ataka-W                                            |
| Uzbrojenie strzeleckie     | km A-12,7 kal. 12,7 mm | km JakB-12,7 kal. 12,7 mm w ruchomym stanowisku strzeleckim | km JakB-12,7 kal. 12,7 mm w ruchomym stanowisku strzeleckim | działko GSz-2-30K kal. 30 mm umocowane nieruchomo na prawym boku kadłuba | działko GSz-23 kal. 23 mm w ruchomym stanowisku strzeleckim | działko GI-2 kal. 20 mm w ruchomym stanowisku strzeleckim | działko GSz-23W kal. 23 mm w ruchomym stanowisku strzeleckim |

Źródła.

## Eksport

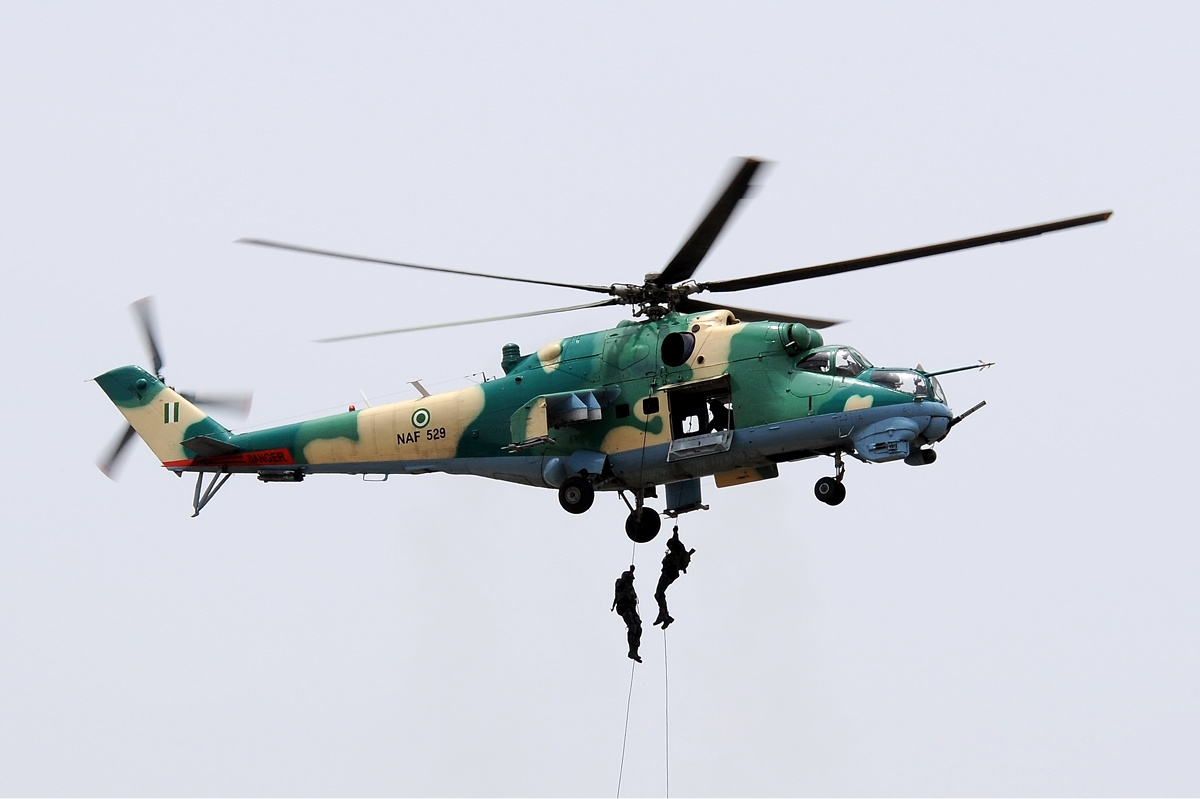
Nigeryjski Mi-35

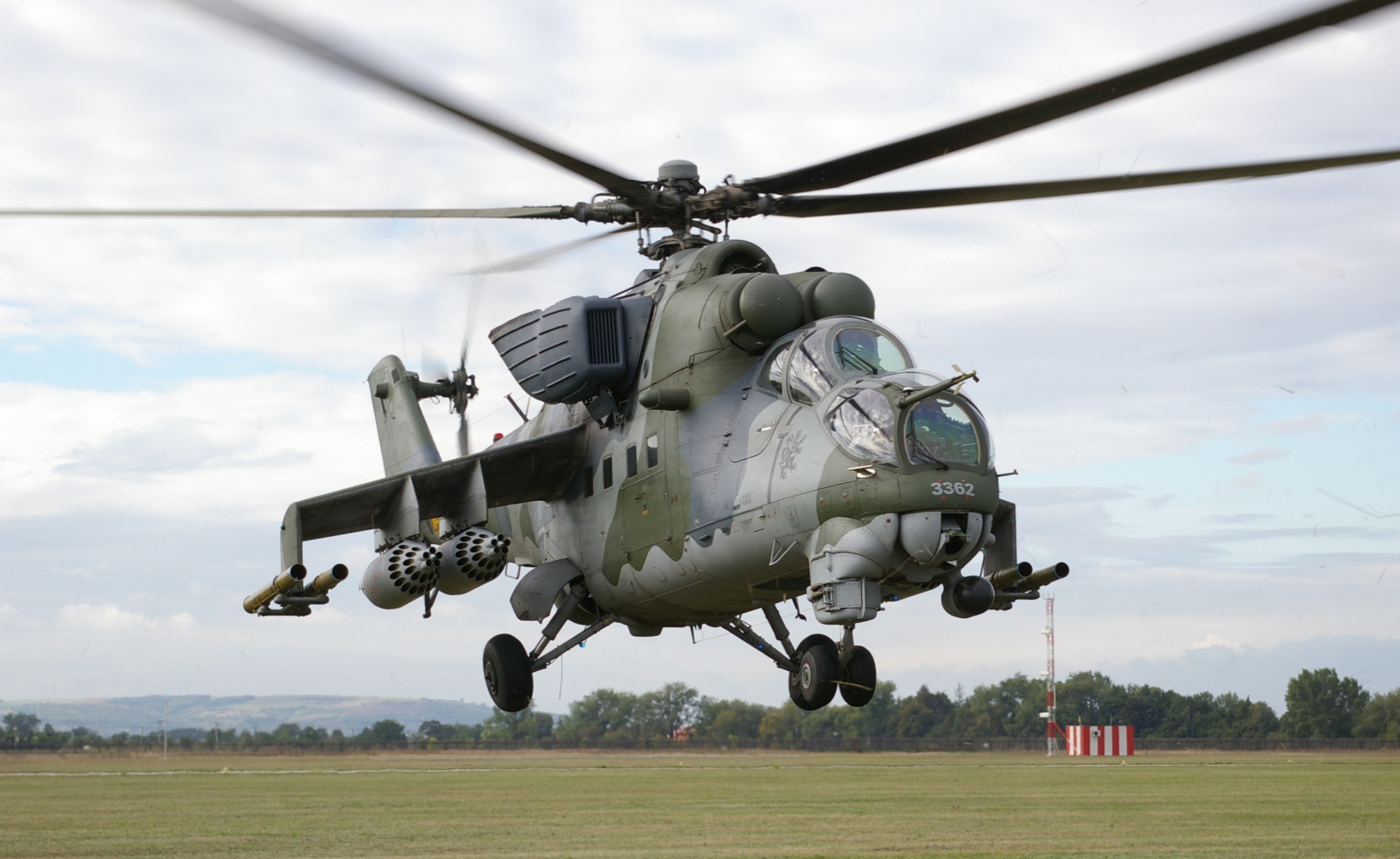
Czeski Mi-24

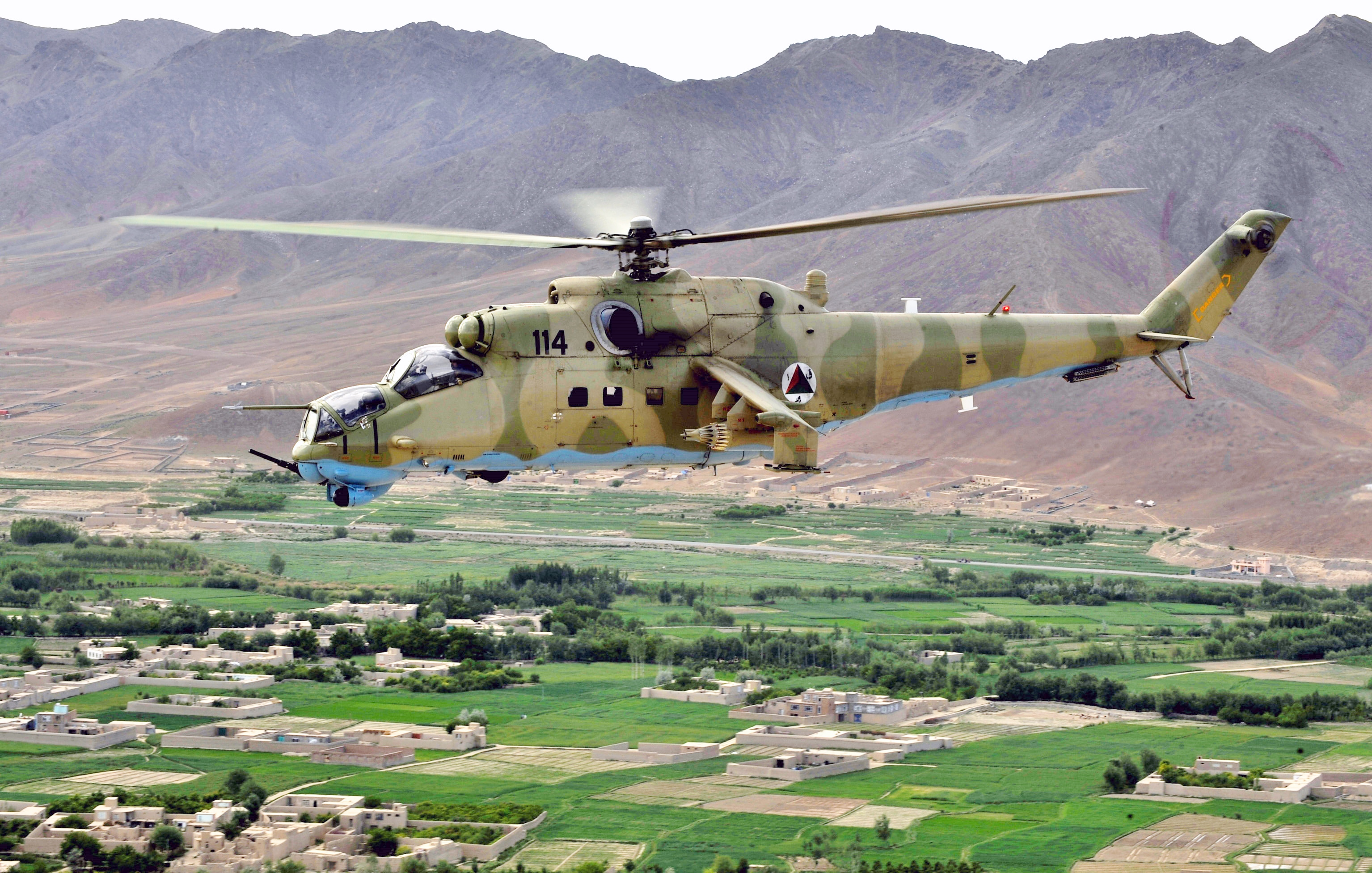
Afgański Mi-35

Głównym użytkownikiem śmigłowców z rodziny Mi-24/Mi-35 było ZSRR. Śmigłowce Mi-24A przyjęto na wyposażenie radzieckiego lotnictwa na przełomie 1970 i 1971 roku. Ogółem trafiły one do 15 radzieckich jednostek. Śmigłowcami Mi-24A nie były zainteresowane państwa Układu Warszawskiego. Jednakże niewielka liczba Mi-24A znalazła się na wyposażeniu państw spoza tego sojuszu. Były to Etiopia, Algieria, Libia, Wietnam i Afganistan.
Z dużo większym zainteresowaniem spotkała się zmodernizowana wersja Mi-24D, oficjalnie przyjęta do służby w radzieckim lotnictwie w roku 1976. W niedługim czasie maszyny te stały się podstawowymi śmigłowcami bojowymi państw Układu Warszawskiego, tj. Polski (wprowadzone w 1978), NRD (ok. 43 maszyny od 1979), Bułgarii (6 maszyn od 1981), Węgier (1982) i Czechosłowacji (1978).
Na podstawie Mi-24D powstał uproszczony wariant eskortowy Mi-25. Maszyny tego typu trafiły do niektórych sojuszników ZSRR spoza Układu Warszawskiego, m.in. do państw afrykańskich (Libia, Etiopia, Angola, Mozambik), azjatyckich (Wietnam, Indie, Irak, Syria, Jemen Południowy) i południowoamerykańskich (Nikaragua, Peru).
Kolejną wersją były śmigłowce Mi-24W, oficjalnie przyjęte na wyposażenie lotnictwa wojskowego ZSRR tego samego dnia co Mi-24D. Oprócz ZSRR trafiły one na wyposażenie niektórych państw Układu Warszawskiego: Polski, Bułgarii, Czechosłowacji, Węgier i NRD. Wersją Mi-24W przeznaczoną dla odbiorców spoza Układu Warszawskiego był Mi-35.
Głównym użytkownikiem śmigłowców Mi-24P było ZSRR. Jednakże kilka egzemplarzy tych maszyn trafiło do lotnictwa wojsk lądowych NRD. Po przemianach politycznych i zjednoczeniu Niemiec, część śmigłowców Mi-24P przekazano do muzeum, a część trafiło na Węgry. Kilka postsowieckich Mi-24P otrzymała także Ukraina i Białoruś.
W roku 1985 z terenu ogarniętego wojną Afganistanu miała miejsce ucieczka dwóch Mi-24D z afgańskimi załogami. Śmigłowce wylądowały w jednej z przygranicznych baz w Pakistanie. Jeden śmigłowiec Mi-24D trafił w roku 1988 do Wielkiej Brytanii jako podarunek od Pakistanu. Inna ucieczka miała miejsce pod koniec 1988 roku, kiedy to jeden z nikaraguańskich Mi-25 został uprowadzony do Hondurasu.
Po upadku komunizmu sowieckie śmigłowce Mi-24 rozdysponowano pomiędzy byłe republiki związkowe, m.in.: Rosję, Ukrainę i Białoruś.
W roku 2013 śmigłowce z rodziny Mi-24/Mi-35 znajdowały się na wyposażeniu ponad 50 państw. Są to: Afganistan, Algieria, Angola, Armenia, Azerbejdżan, Białoruś, Brazylia, Burkina Faso, Burundi, Czad, Cypr, Czechy, Demokratyczna Republika Konga, Dżibuti, Gwinea Równikowa, Erytrea, Etiopia, Gruzja, Gwinea, Indie, Indonezja, Irak, Jemen, Kazachstan, Kirgistan, Kongo, Kuba, Libia, Macedonia, Mali, Mongolia, Mozambik, Mjanma, Namibia, Niger, Nigeria, Peru, Polska, Północna Korea, Rosja, Rwanda, Senegal, Sierra Leone, Sri Lanka, Stany Zjednoczone, Sudan, Syria, Tadżykistan, Turkmenistan, Uganda, Ukraina, Uzbekistan, Wenezuela, Węgry, Wietnam i Zimbabwe.
Według danych z roku 2013 na całym świecie w użyciu znajdowało się 987 śmigłowców z rodziny Mi-24/Mi-25/Mi-35.

## Użycie bojowe

### Lata 70. XX wieku
Śmigłowce z rodziny Mi-24/Mi-35 przeszły swój chrzest bojowy podczas wojny w Ogadenie. Pod koniec 1977 do Etiopii z ZSRR dotarł duży transport sprzętu wojskowego, m.in. śmigłowce Mi-24A. Otrzymanych śmigłowców używano do wsparcia jednostek naziemnych i ostatecznie Etiopia okazała się zwycięzcą konfliktu. Potem według zachodniej prasy śmigłowce wykorzystywano do zwalczania partyzantki w prowincjach Ogaden i Erytrea.
Kolejnym konfliktem, podczas którego użyto maszyn Mi-24 była interwencja wietnamska w Kambodży. Armia wietnamska wykorzystywała śmigłowce do zwalczania oddziałów zbrojnych poszczególnych ugrupowań antyrządowych (od ultralewicowych Czerwonych Khmerów po partie demokratyczne).

### Lata 80. XX wieku

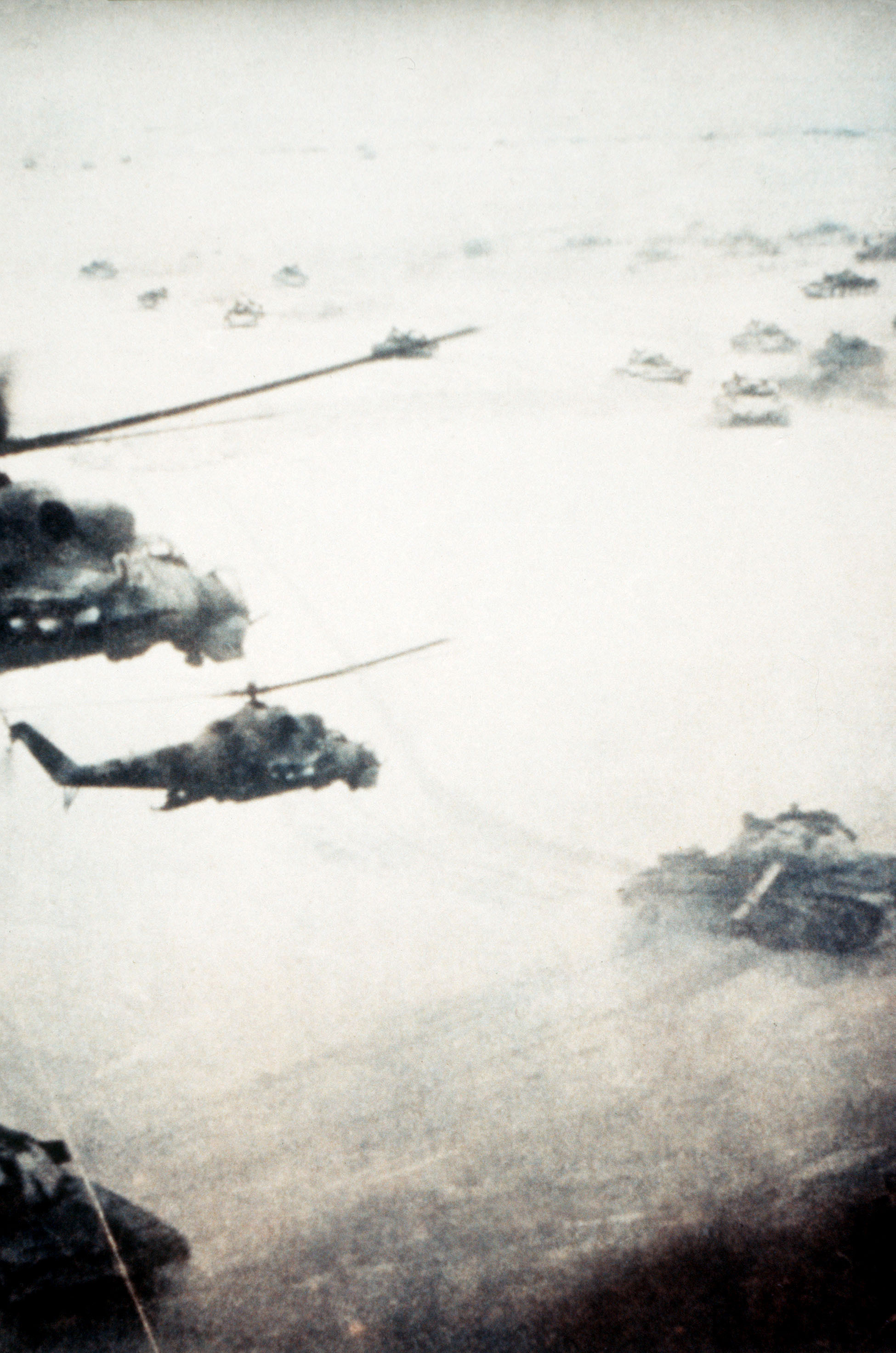
Mi-24 podczas radzieckiej interwencji w Afganistanie

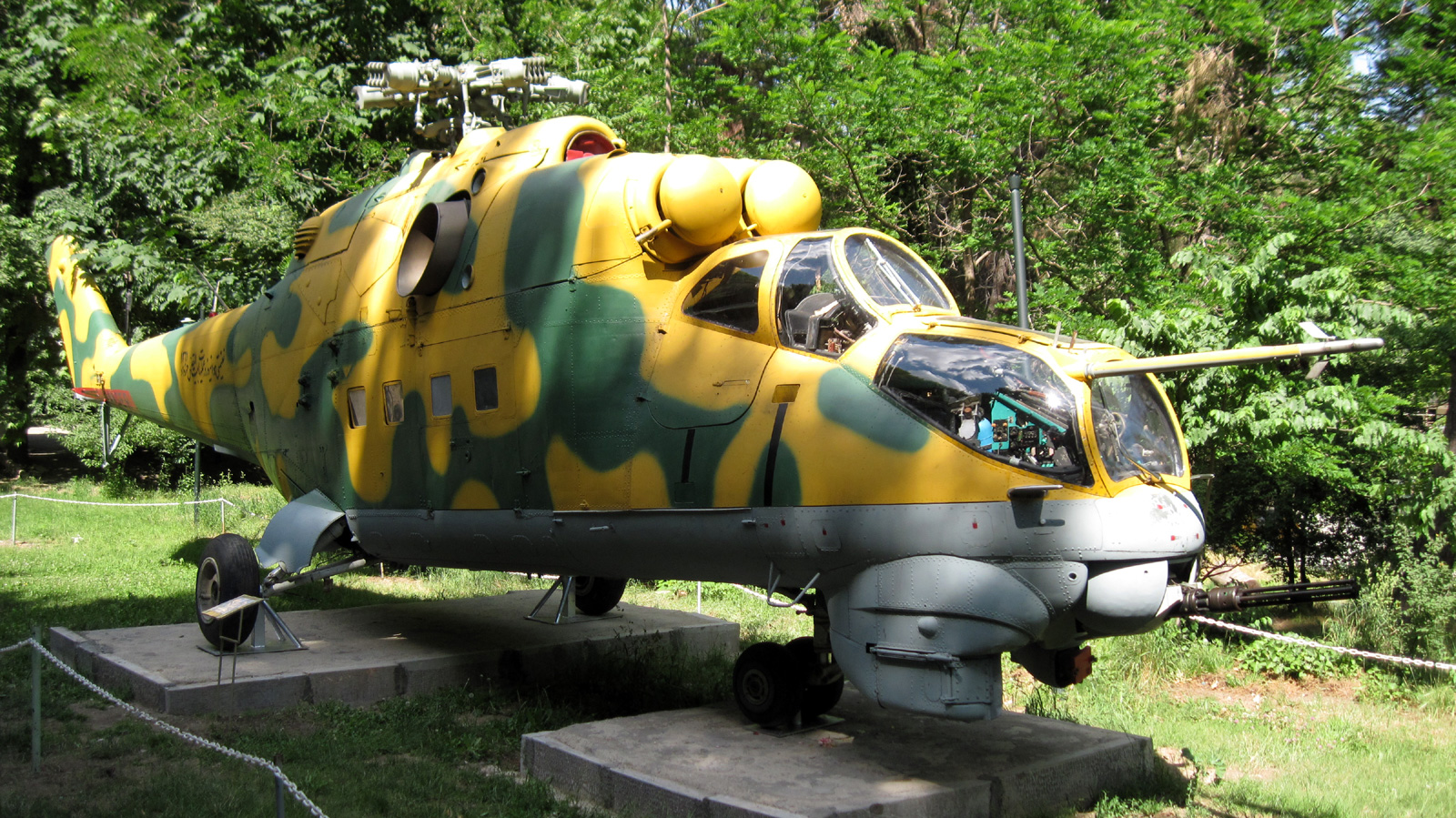
Iracki Mi-25 zdobyty przez Irańczyków podczas wojny iracko-irańskiej

Głównym sprawdzianem dla śmigłowców Mi-24 okazał się konflikt afgański. Początkowo używano maszyn Mi-24D (zarówno armia afgańska, jak i jednostki radzieckie). Później dołączyły także śmigłowce Mi-24W i Mi-24P. Ponadto armia afgańska dysponowała także niewielką liczbą śmigłowców Mi-24A, które pełniły głównie funkcje pomocnicze, sanitarne i transportowe.
Charakter działań zbrojnych w Afganistanie był specyficzny. Była to wojna przeciwpartyzancka, a więc przeciwnik nie posiadał regularnych i nowoczesnych jednostek wojskowych. Jednakże wrogie siły dysponowały nadzwyczajną mobilnością i potrafiły narzucać reguły gry podczas starcia. Dodatkowo uwarunkowania terenowe Afganistanu (wysokie góry, głębokie wąwozy i rozpadliny, pustynie) oraz klimat sprzyjały mudżahedinom.
W Afganistanie śmigłowce Mi-24 używane były do trzech głównych zadań: poszukiwanie i likwidowanie oddziałów mudżahedinów (wraz ze śmigłowcami Mi-8 i Mi-17 oraz samolotami Su-25), osłona linii transportowych i konwojów zaopatrzeniowych oraz sprawowanie pieczy nad wysuniętymi bazami i placówkami wojskowymi. Ponadto wykorzystywano je do ewakuacji rannych. Podczas służby potwierdziły się zalety śmigłowca, czyli duża siła ognia oraz dobre opancerzenie. Śmigłowce Mi-24 wraz z samolotami szturmowymi Su-25 budziły u mudżahedinów uzasadniony respekt, czego dowodem było nadanie mu nazwy „szejtan arba”, co w swobodnym tłumaczeniu znaczy „diabelski wóz” lub „diabelski rydwan”. Jednakże maszyny miały także wady. Duże rozmiary sylwetki nie sprzyjały w sytuacji ostrzału z ziemi, ponadto piloci nie byli dobrze wyszkoleni w szybkim locie w terenie górzystym. Przeceniano też wytrzymałość opancerzenia, zwłaszcza że z czasem mudżahedini do obrony przeciwlotniczej zaczęli używać m.in. karabinów maszynowych DskH. Później dołączyły także przenośne zestawy rakiet przeciwlotniczych z głowicami samonaprowadzającymi się na źródło ciepła – początkowo były to chińskie kopie rakiet typu T-7 Strieła, do tego doszły brytyjskie „Blowpipe”, a następnie amerykańskie FIM-43A Redeye i wreszcie słynne FIM-92A Stinger. Pojawienie się zestawów rakiet przeciwlotniczych na uzbrojeniu mudżahedinów spowodowało gwałtowny wzrost strat wśród maszyn uderzeniowych, szacowanych przez źródła zachodnie na około 100-120 śmigłowców do końca 1986 roku. Wymusiło to też przyspieszenie prac nad systemami ochrony śmigłowców oraz zmianę stosowanej taktyki.
Na przełomie lat 70. i 80. XX wieku ok. 20 śmigłowców Mi-25 dostarczono do Iraku. Maszyny te zostały użyte w wojnie iracko-irańskiej trwającej w latach 1980–1988, gdzie wykorzystywano je do bezpośredniego wsparcia wojsk lądowych. Podczas tego konfliktu wielokrotnie dochodziło do starć pomiędzy śmigłowcami irackimi a irańskimi AH-1J „Sea Cobra”. Wyniki tych starć pozostawały różne, zanotowano zarówno zestrzelenia Mi-25, jak i AH-1J. Często w takich sytuacjach maszyny irańskie wzywały na pomoc samoloty, które próbowały atakować Mi-25 z nieznanym skutkiem. Według źródeł irackich podczas jednego z takich starć Mi-25 z karabinu maszynowego strącił samolot odrzutowy F-4E Phantom atakując go na kursie spotkaniowym. Jest to jednak kwestionowane. W latach 80. XX wieku wojska irackie użyły również śmigłowców Mi-25 do walki z kurdyjskimi separatystami.
W latach 80. XX wieku syryjskie Mi-25 wzięły udział w libańskiej wojnie domowej. Użyto ich w starciach na pograniczu Libanu, w tym w dolinie Bekaa w roku 1982. Udało im się tam unieszkodliwić, według różnych źródeł, od 25 do 40 izraelskich pojazdów bojowych.
Pierwsze trzy śmigłowce Mi-25 dostarczono do Nikaragui w roku 1983, a wiosną 1984 kolejne dziewięć. Trafiły one na wyposażenie Rewolucyjnych Sił Zbrojnych Nikaragui. Otrzymane maszyny strona rządowa wykorzystała w walce z oddziałami Contras. Podczas walk stracono kilka Mi-25, zestrzelonych za pomocą artylerii przeciwlotniczej. Po zakończeniu wojny z powodu braku środków na utrzymanie tych maszyn sprzedano je do Peru
Na przełomie lat 1984 i 1985 Indie zakupiły 12 śmigłowców Mi-25. Weszły one na wyposażenie 125 Helicopter Unit. W roku 1987 pomiędzy rządami Indii i Sri Lanki podpisano porozumienie o wysłaniu Indyjskich Sił Pokojowych, które miały pomóc zakończyć wojnę domową na Sri Lance. W składzie sił ekspedycyjnych znajdowały się także maszyny Mi-25. Jednakże ostatecznie jednostki indyjskie zostały zaangażowane w akcje przeciwpartyzanckie wymierzone przeciwko Tamilskim Tygrysom. Indyjskie Mi-25 swój chrzest bojowy przeszły w październiku 1987 roku w rejonie Dżafny. W czasie tego konfliktu Mi-25 były wykorzystywane zarówno do walk z partyzantami, jak i eskorty śmigłowców Mi-8 i Mi-17. Uczestniczące w walkach śmigłowce miały zdemontowane wyrzutnie przeciwpancerne – w walce z partyzantami były zbędne, a w ten sposób nieco je odciążono. Korpus Indyjski został wycofany w roku 1990. Podczas walk na Sri Lance zginęło 15 żołnierzy, nie stracono żadnej maszyny Mi-25.

### Lata 90. XX wieku

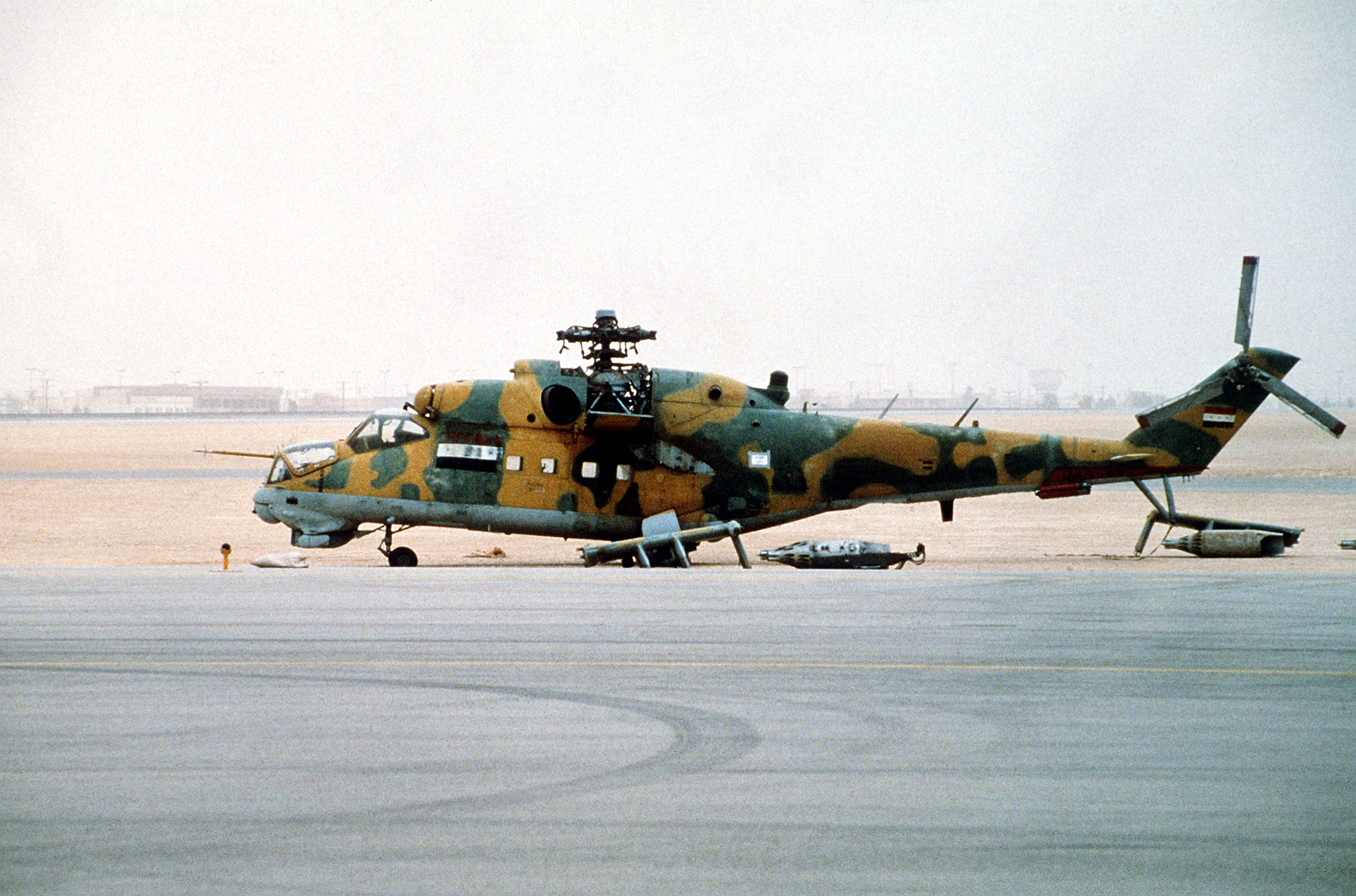
Zniszczony iracki Mi-25. Pierwsza wojna w Zatoce Perskiej.

W sierpniu 1990 roku irackie Mi-25 wzięły udział w inwazji na Kuwejt. Jednakże nie użyto ich w walkach z siłami koalicji, a pełniły one eskortę dla maszyn Mi-8 i Mi-17. Co najmniej kilka irackich maszyn Mi-25 zostało zniszczonych na lądowiskach przez lotnictwo NATO. Jeden śmigłowiec został zdobyty przez wojska amerykańskie w Basrze. Po zakończeniu działań wojennych irackie śmigłowce zostały wykorzystane do zwalczania partyzantki szyickiej i kurdyjskiej.
Śmigłowce Mi-24 wykorzystywano także podczas konfliktów powstałych po rozpadzie Jugosławii. W latach 1993–1994 Chorwacja pozyskała od Ukrainy niewielką liczbę śmigłowców Mi-24D i Mi-24W. Były to maszyny nieuzbrojone, jednakże szybko po dostarczeniu uzbrojono je. Następnie użyto ich w konflikcie z Serbią, w roku 1995 odegrały one znaczną rolę w odzyskiwaniu kontroli nad wschodnią Slawonią. W latach 1998–1999 śmigłowce Mi-24W od Ukrainy pozyskała też Federalna Republika Jugosławii, maszyny te zostały użyte podczas wojny w Kosowie. Natomiast w roku 2001 śmigłowce Mi-24W i Mi-24K nabyła Macedonia, dostarczone egzemplarze użyto w konflikcie w Tetowie. Za sterami tych maszyn zasiadali doświadczeni najemni piloci z byłych republik radzieckich.
12 września 1995 roku podczas 39 zawodów Pucharu Gordona Bennetta po przekroczeniu granicy Polsko-Białoruskiej został zestrzelony balon reprezentacji Wysp Dziewiczych Stanów Zjednoczonych. Według oficjalnych informacji balon został uznany za bezzałogową sondę meteorologiczną. Z powodu naruszenia przestrzeni powietrznej oraz braku kontaktu ze sportowcami generał Walery Kostenko wydał rozkaz zestrzelenia obiektu. W okolicy miejscowości Bereza na wysokości 2000 metrów załoga śmigłowca Mi-24 wykonała zadanie. Alan Fraenckel oraz John Stuart-Jervis zginęli na skutek upadku z dużej wysokości. Według jednej z hipotez zawodnicy nie nawiązali kontaktu z obroną powietrzną Białorusi ze względu na utratę przytomności pod wpływem niedoboru tlenu.
Po upadku ZSRR, w latach 90. XX wieku lotnictwo wojskowe Rosji przeżywało głęboki kryzys. Dotyczyło to także śmigłowców. Posiadane maszyny były przestarzałe, brakowało części zamiennych, amunicji i paliwa. Pomimo że opracowano następcę Mi-24, czyli Ka-50 do użytku wprowadzono znikome ilości tego śmigłowca (w latach 1993–1994 dostarczono tylko cztery maszyny). W połowie lat 90. XX rosyjskie siły zbrojne zaangażowały się w konflikt z czeczeńskimi separatystami. W walkach intensywnie zaangażowane były śmigłowce Mi-24 (wykonywano dziennie 4-5 lotów, znacznie więcej niż w czasie interwencji w Afganistanie). Wykorzystano je m.in. 30 września 1994 w pierwszym ataku na lotnisko w Groznym, gdzie zniszczyły kilka samolotów. Konflikt szybko przerodził się w działania przeciwpartyzanckie, wobec czego Mi-24 wykorzystywano także do wsparcia sił naziemnych oraz samodzielnego poszukiwania i niszczenia celów. Głównym przeciwnikiem rosyjskich śmigłowców był ogień czeczeńskiej artylerii przeciwlotniczej, od jej ognia stracono kilka maszyn Mi-24.
Rosyjskie Mi-24 wzięły także udział w drugiej wojnie czeczeńskiej. Podczas tego konfliktu maszyny szeroko wykorzystywano do działań przeciwpartyzanckich, eskortowania maszyn transportowych oraz wsparcia sił naziemnych. W wyniku ognia przeciwlotniczego stracono pewną liczbę maszyn.

### XXI wiek

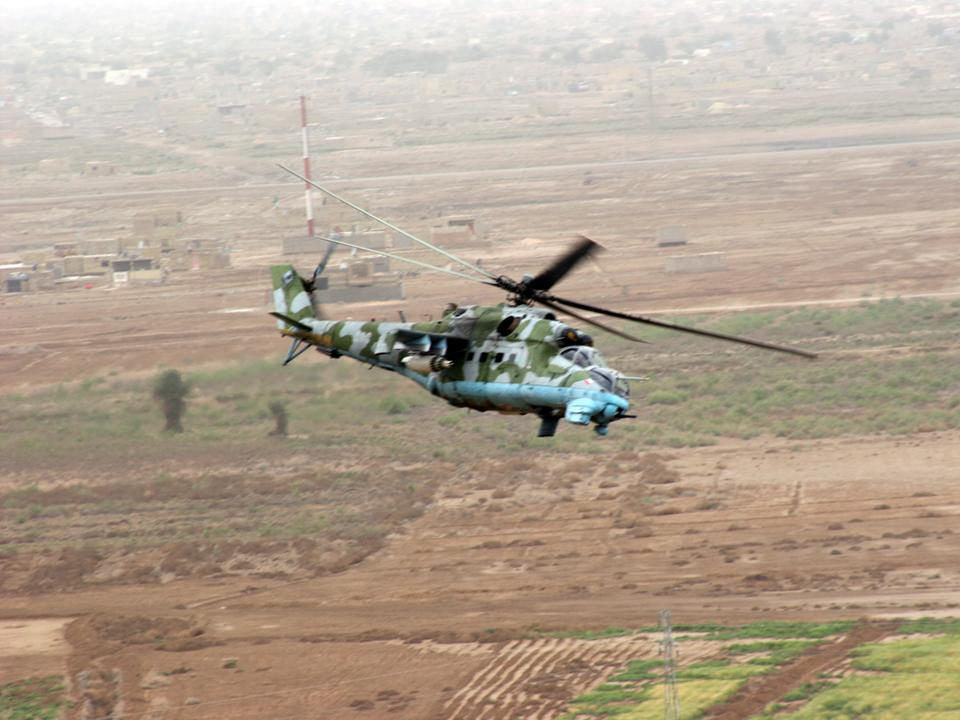
Polski Mi-24D w Iraku

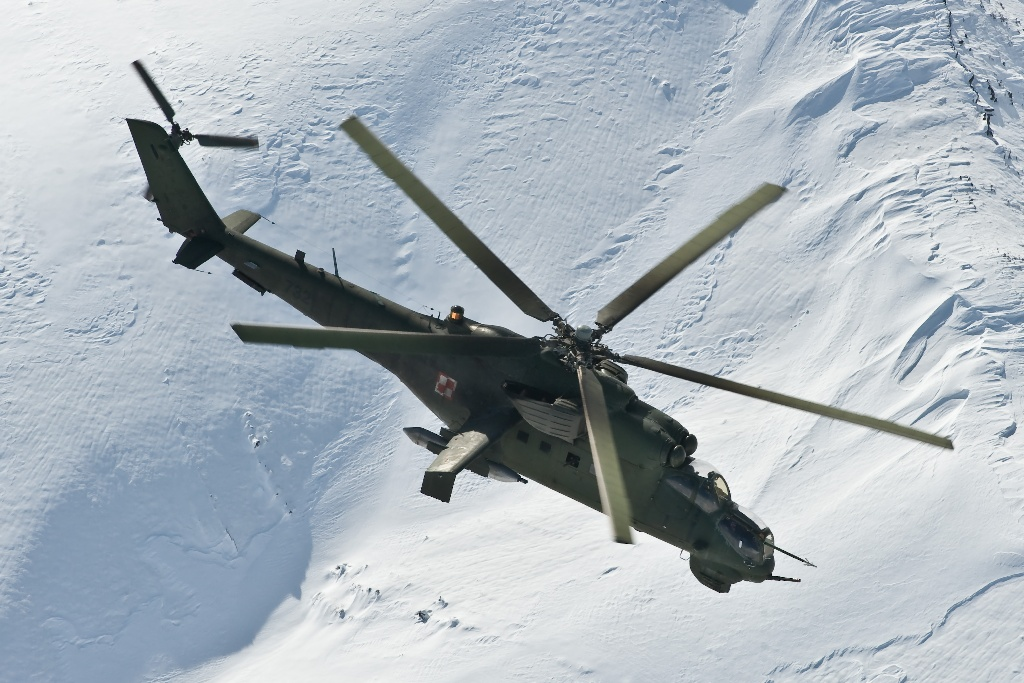
Polski Mi-24W w Afganistanie. Rok 2010.

Od stycznia 2005 roku do sierpnia 2008 roku śmigłowce Mi-24D znajdowały się na wyposażeniu PKW Irak. Ogółem Wojsko Polskie w Iraku wykorzystywało 12 maszyn (nr takt. 174, 213, 271, 272, 276, 277, 456, 457, 459, 460, 461 i 584). W czasie służby w Iraku stracono dwa śmigłowce. Po wymontowaniu z nich sprawnych podzespołów, kadłuby w sierpniu 2008 roku pozostawiono na terenie bazy. Ponadto podczas wycofywania polskiego kontyngentu z Iraku, z powodu wyczerpanego resursu i nieopłacalnego remontu zrezygnowano z transportu jednego śmigłowca Mi-24D (nr takt. 213) do Polski. Po wymontowaniu przydatnych podzespołów 18 września 2008 roku wysadzono go w powietrze tak, aby nie dostał się w ręce nieuprawnionych osób. Zniszczenie zostało przeprowadzone przez żołnierzy z kontyngentu kazachstańskiego. Ostatecznie do kraju powróciło dziewięć maszyn.
Śmigłowce z rodziny Mi-25/Mi-35 brały także udział w walkach w Afganistanie pomiędzy siłami koalicji ISAF a Talibami. Od roku 2008 Mi-24W znajdowały się na wyposażeniu PKW Afganistan, gdzie były używane do bezpośredniego wsparcia ogniowego pododdziałów Polskich Sił Zadaniowych, eskortowania śmigłowców transportowych i osłony patroli, konwojów oraz wykonywania rozpoznania z powietrza. Kilka z używanych przez PKW Afganistan maszyn zostało uszkodzonych, w tym dwie na tyle poważnie, że nie powróciły już do służby. Ponadto afgańskie siły zbrojne wykorzystywały śmigłowce Mi-35. Na przełomie 2008 i 2009 roku w ramach pomocy ANA Donation Programme Korpus Lotnictwa Afgańskiej Armii Narodowej od Czechów otrzymał sześć Mi-35. Ogółem w roku 2012 dysponował on 9 Mi-35.
Śmigłowce z rodziny Mi-24/Mi-35 bojowo używane są także w niektórych konfliktach podczas Arabskiej Wojny Ludów. Do tych konfliktów należą wojny domowe w Libii i Syrii.
W chwili wybuchu wojny domowej Libijskie Siły Powietrzne posiadały dwa dywizjony uzbrojone w śmigłowce Mi-24 i Mi-35. W latach 2004–2010 część z tych maszyn przeszła remonty w zakładach ukraińskich i rosyjskich. Z uwagi na małą liczbę sprawnych samolotów, śmigłowce Mi-35 były ważne dla libijskiego lotnictwa. Już na początku walk, w lutym 2011 roku na terenie bazy lotniczej Benina jeden śmigłowiec Mi-24 został przez rebeliantów spalony. Inne libijskie maszyny z rodziny Mi-24/Mi-35 zostały użyte w walce z rebeliantami. Przynajmniej dwa śmigłowce znalazły się jednak w rękach rebeliantów i zostały użyte w starciach z jednostkami rządowymi. 6 marca 2011 roku podano, że rebelianci zestrzelili jeden śmigłowiec Mi-24. Natomiast 26 marca francuskie samoloty atakując bazę lotniczą w Misracie zniszczyły dwa śmigłowce Mi-35.
Mi-25 są także używane przez siły rządowe podczas wojny domowej w Syrii, gdzie obok Mi-17 stanowią główne środki walki z rebeliantami. Śmigłowce wykorzystywane są m.in. do zrzucania bomb FAB-250. Pewna liczba maszyn została zestrzelona lub uszkodzona przez rebeliantów.

## Mi-24 w Wojsku Polskim

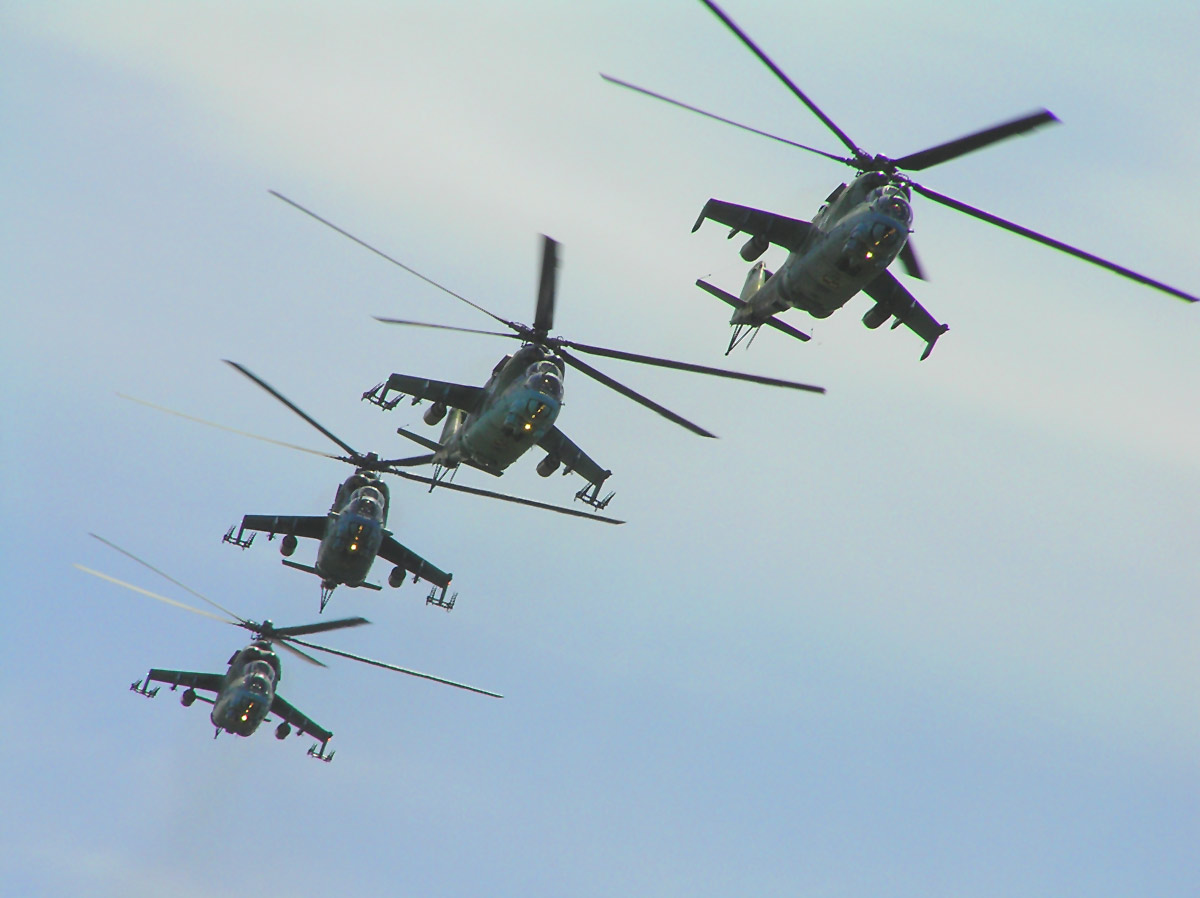
Formacja Mi-24D z 49 PŚB w Pruszczu Gdańskim

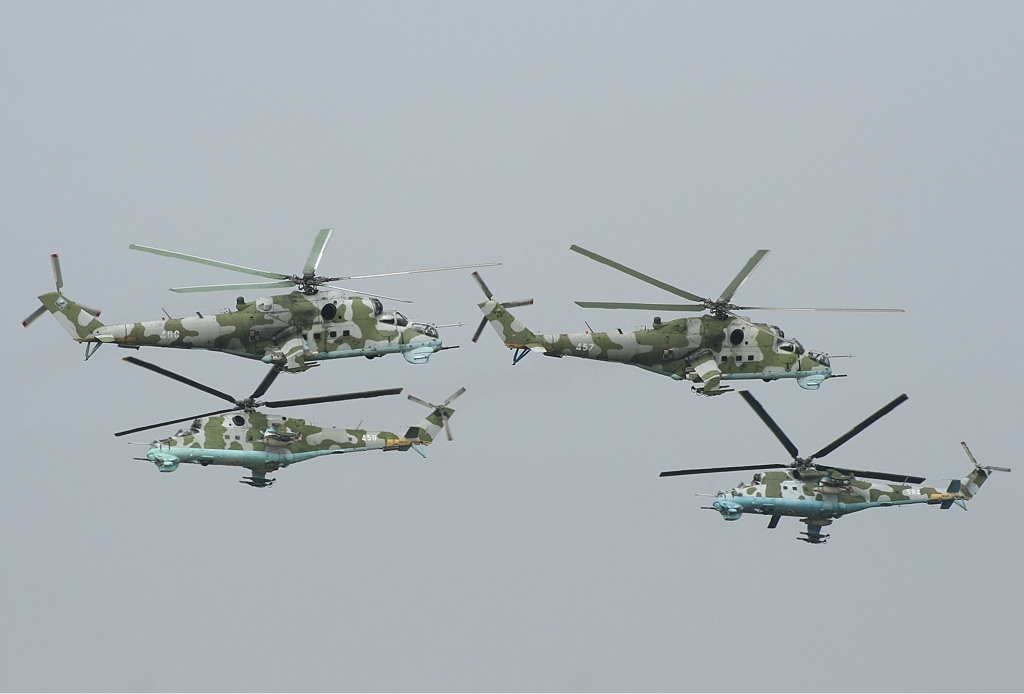
Polskie Mi-24

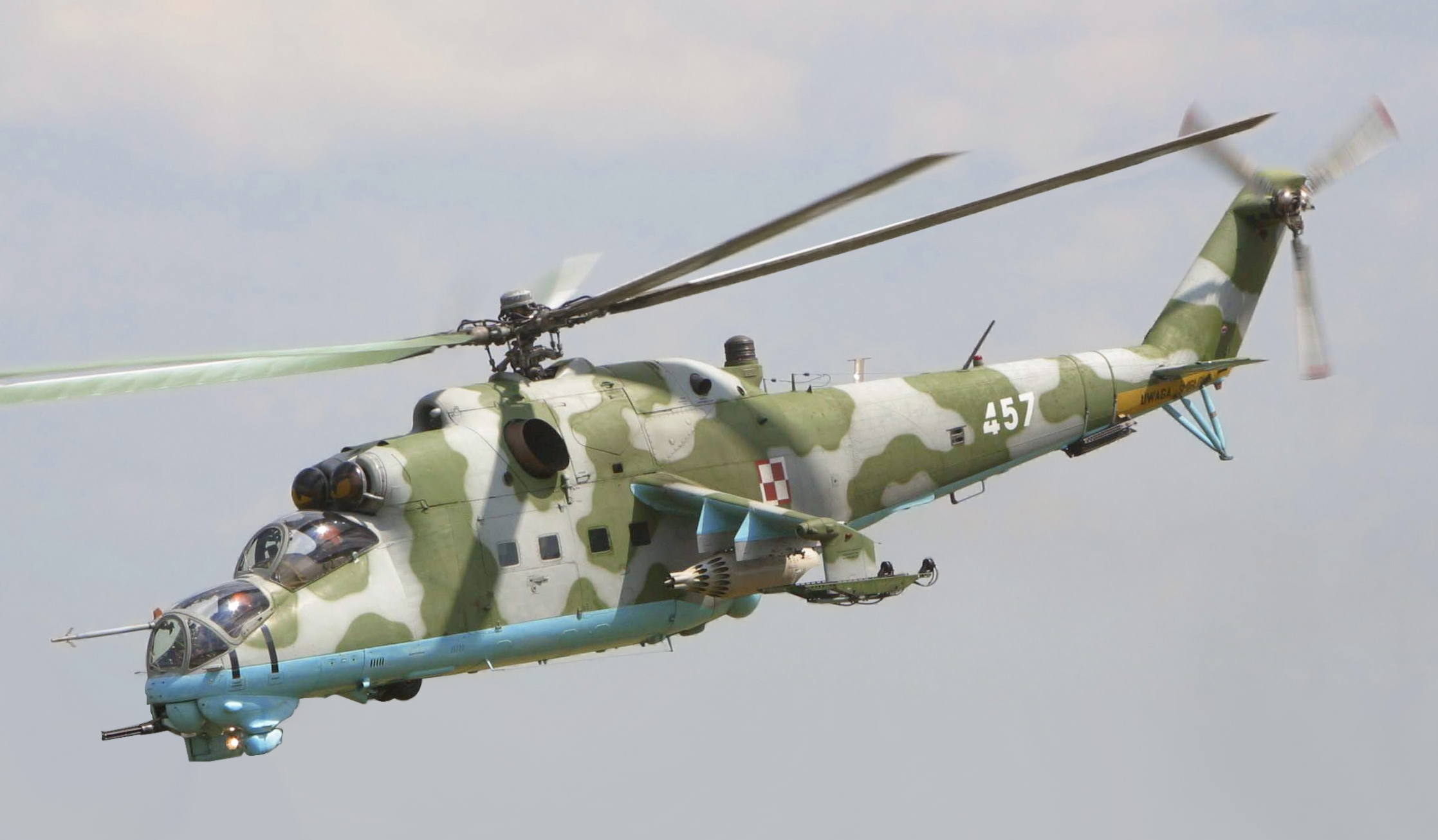
Polski Mi-24

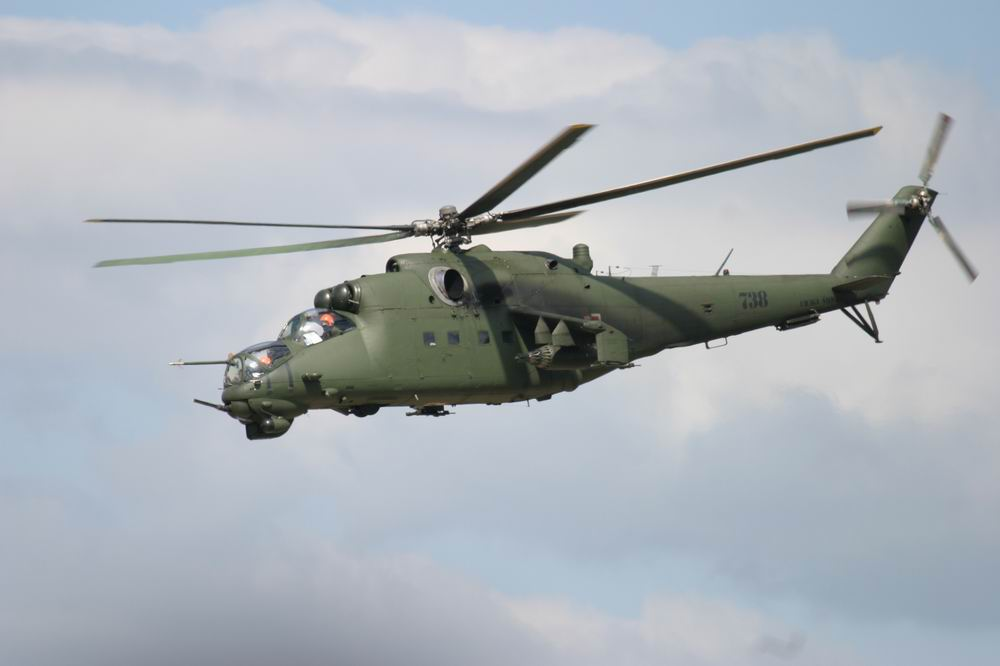
Polski Mi-24 podczas ćwiczeń EUFRAT IX

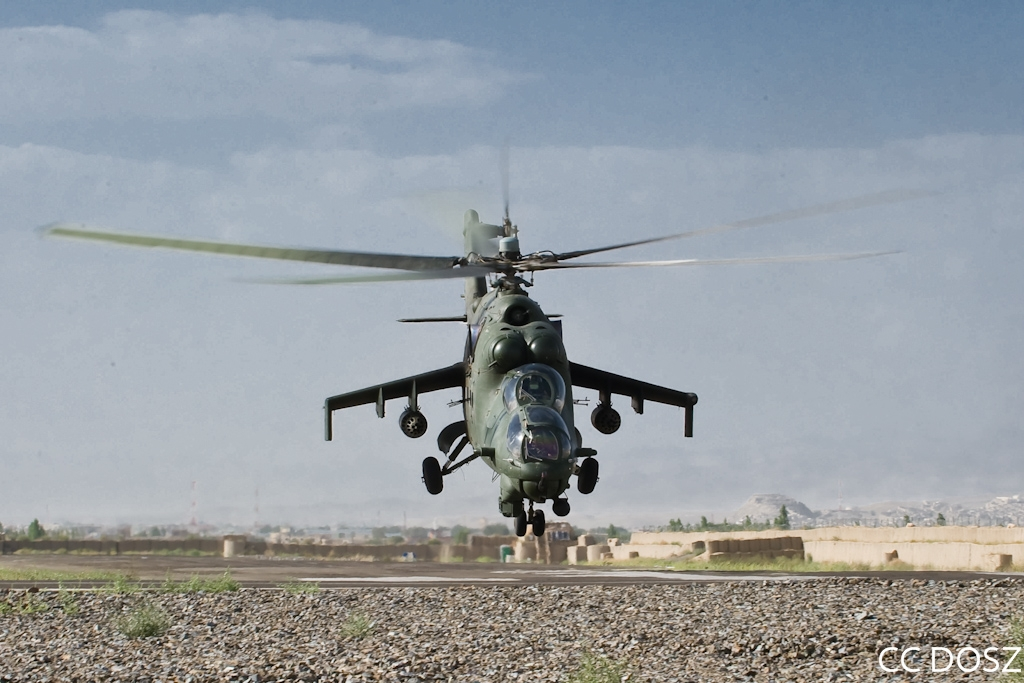
Polski Mi-24W w Afganistanie

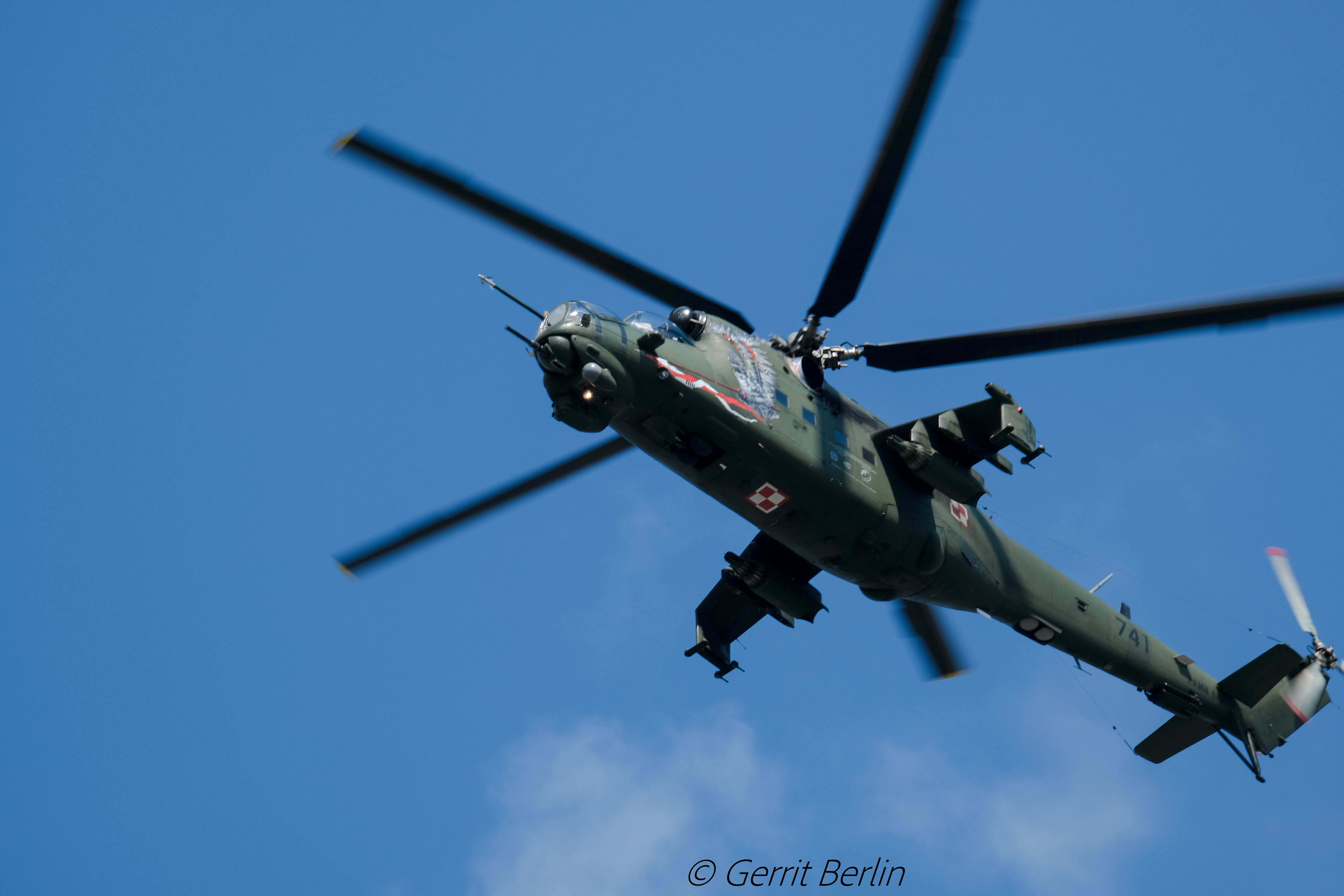
Polski Mi-24 podczas obchodów Święta Wojska Polskiego w 2019

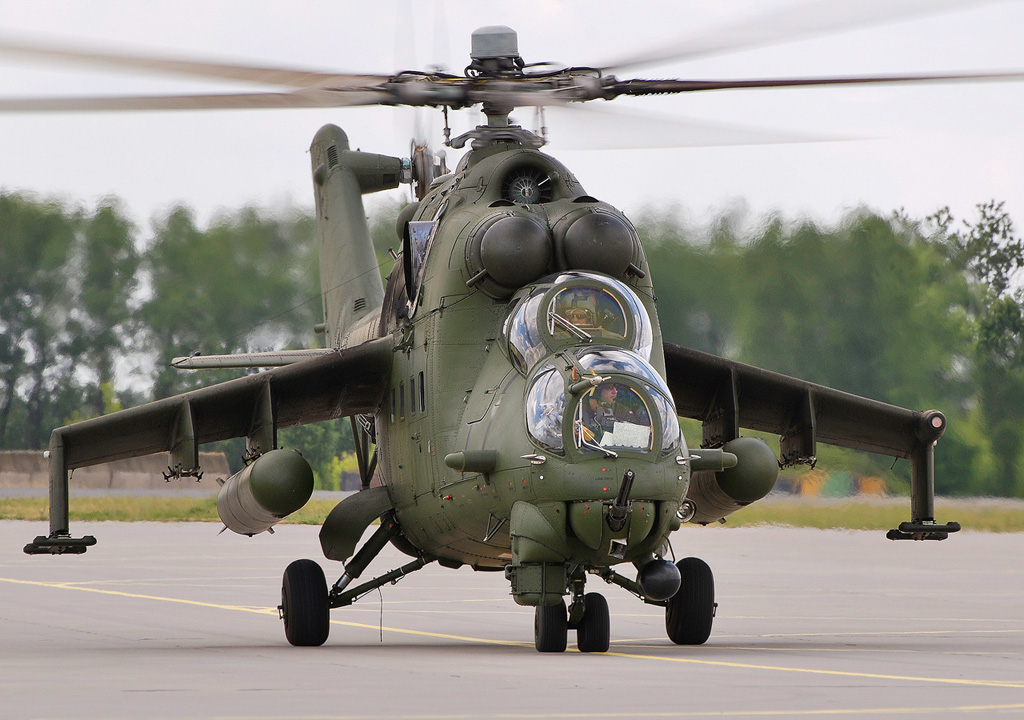
Polski Mi-24

W połowie lat 70. XX wieku polskie władze podjęły decyzję o modernizacji technicznej wojska. Wobec tego zdecydowano się m.in. na zakup samolotów MiG-21bis i MiG-23MF oraz śmigłowców Mi-24D. Wiosną 1978 roku ze składu 37 Pułku Śmigłowców Transportowych wytypowano 10 pilotów i 24 techników, którzy mieli odbyć w ZSRR szkolenie na nowych maszynach. Pierwsze cztery polskie śmigłowce Mi-24D (nr fabr. od A1013 do A1016) 20 września 1978 dostarczyli do kraju sowieci. Nowym śmigłowcom nadano nr takt. od 13 do 16 (końcówki nr fabr.), jednakże do końca 1978 roku pozostawały one na ziemi z powodu braku wyszkolonych instruktorów.
1 stycznia 1979 roku oficjalnie w składzie 37 Pułku Śmigłowców Transportowych utworzono klucz lotnictwa szturmowego. Jego dowódcą został ppor. pilot Andrzej Fryc. Pierwsze loty odbyły się dopiero po przybyciu radzieckiego instruktora, 11 stycznia 1979 roku. Wcześniej w Polsce odbywało się tylko szkolenie teoretyczne. 22 kwietnia 1979 roku pułk przebazował się na lotnisko w Świdwinie i rozpoczęto wykonywanie lotów bojowych. Polskie Mi-24D osiągnęły gotowość bojową w połowie 1979 roku, co potwierdzono podczas jesiennych ćwiczeń „Jubileusz '79”.
Zakupione śmigłowce zaprezentowano po raz pierwszy publicznie 27 czerwca 1979 na wystawie sprzętu lotniczego zorganizowanej w Wyższej Oficerskiej Szkole Lotniczej z okazji rocznicy startu pierwszego Polaka w kosmos.
Z czasem zdecydowano się na wyłączenie jednostki śmigłowców szturmowych ze składu 37 Pułku Śmigłowców Transportowych i przeniesienie jej do Pruszcza Gdańskiego. Klucz przeformowano w 8 Eskadrę Śmigłowców Szturmowych i podporządkowano 49 Pułkowi Śmigłowców Bojowych (przeformowanemu z 49 Pułku Lotnictwa Wojsk Lądowych).
Kolejne cztery śmigłowce Mi-24D (nr fabr. od 103174 do 103177) dostarczono w październiku 1981 roku. Przybyły one bezpośrednio do Pruszcza Gdańskiego, gdzie oczekiwały na przeprowadzkę reszty klucza, co nastąpiło pod koniec 1981 roku. Na przełomie października i listopada 1984 roku do 49 Pułku dostarczono kolejnych sześć śmigłowców Mi-24D (nr fabr. od 410456 do 410461), ostatnie dwa dotarły 1 lipca 1985 roku (nr fabr. 410584 i 410585). Łącznie więc 8 Eskadra Śmigłowców Szturmowych dysponowała szesnastoma Mi-24D.
W połowie lat 80. XX wieku zdecydowano się na zakup kolejnych śmigłowców, tym razem w wersji Mi-24W. Pierwsze cztery maszyny dostarczono do Polski 24 kwietnia 1986 roku. Ogółem zakupiono szesnaście Mi-24W, lecz jeden uległ awarii w 1987 roku. Jego remont uznano za nieopłacalny i w 1991 roku, wykorzystując rozliczenia z ZSRR, zakupiono jeszcze siedemnasty śmigłowiec. Wszystkie trafiły do 56 Pułku Śmigłowców Bojowych.
Ostatnie egzemplarze śmigłowca Mi-24 pozyskano już po przemianie ustrojowej. W połowie lat 90. XX wieku nieodpłatnie przejęto osiemnaście maszyn Mi-24D od Niemiec. Śmigłowce te pochodziły z lotnictwa wojskowego NRD, a po zjednoczeniu Niemiec postanowiono o ich wycofaniu. Z uwagi, że nie były to nowe egzemplarze przeszły one wstępny przegląd w WZL-1. Zdecydowano o wcieleniu do służby szesnaście maszyn, dwie pozostałe stały się źródłem części zamiennych. Wszystkie zdolne do lotu maszyny trafiły do 49 pśb, pierwszy wyremontowany śmigłowiec przyprowadzono do Pruszcza Gdańskiego 23 października 1996 roku.
Polskie śmigłowce Mi-24 znajdowały się na wyposażeniu PKW Irak oraz PKW Afganistan. Od początku w składzie polskiego kontyngentu stacjonującego w Iraku znajdował się pododdział o charakterze aeromobilnym. Jego wyposażenie stanowiły początkowo śmigłowce PZL W-3 Sokół i Mi-8. Jednakże wkrótce podjęto decyzję o dozbrojeniu jej w śmigłowce Mi-24D. Śmigłowce Mi-24D znajdowały się na wyposażeniu PKW Irak w latach 2005–2008. Ponadto od roku 2008 polskie Mi-24W znajdowały się na wyposażeniu Samodzielnej Grupy Powietrzno-Szturmowej, która w składzie PKW Afganistan pełniła służbę w Afganistanie. Do zakończenia misji w 2014 roku, w Afganistanie ogółem służyło 15 spośród 16 polskich Mi-24W, z czego jeden został stracony (nr boczny 742), a dwa dalsze po powrocie do kraju nie zostały wyremontowane (nry 727 i 737).
Dotychczas podczas służby śmigłowców Mi-24 w Wojsku Polskim doszło do kilkunastu zdarzeń lotniczych. 13 września 1988 roku podczas startu na poligonie w Nadarzycach doszło do wypadku Mi-24D (nr fabr. A1013). Po wykonaniu remontu głównego śmigłowiec przywrócono do służby. Ostatecznie maszynę wycofano w roku 2000 i trafiła ona do Muzeum Wojska Polskiego w Warszawie. Natomiast 9 grudnia 1988 roku wypadkowi uległ kolejny Mi-24D (nr fabr. A1014). Śmigłowiec ten został rozbity z powodu samoczynnego wyłączenia się obu silników. Maszyna ta nie wróciła już do służby. Kolejny wypadek miał miejsce 11 lipca 1990 roku, kiedy to podczas wykołowywania do lotu śmigłowiec Mi-24D (nr fabr. 410458) w sposób niekontrolowany poderwał się w powietrze, przyjął pozycję pionową, wykonał obrót i zderzył z ziemią. Podczas tego wypadku nikt nie zginął, jednakże ciężkie rany odniósł pilot instruktor zajmujący miejsce w przedniej kabinie. Uszkodzenia były na tyle dotkliwe, że śmigłowiec nie wrócił już do służby. 11 lipca 1997 roku w Zakopanem miał miejsce wypadek maszyny Mi-24W (nr fabr. 419731). Śmigłowiec ten jednak po niezbędnym remoncie przywrócono do służby, wykorzystując elementy wycofanego śmigłowca Mi-24D.
Jeden z tragiczniejszych wypadków miał miejsce 4 kwietnia 2003 roku na poligonie w Drawsku Pomorskim. Tego dnia podczas ćwiczeń pod kryptonimem „Donośna Surma '03” katastrofie uległ śmigłowiec Mi-24D (nr fabr. 340269) należący do 49 pśb. Podczas ćwiczenia śmigłowiec Mi-24 przelatujący na małej wysokości z dużym przechyłem zahaczył łopatami wirnika nośnego o samochód terenowy i runął na ziemię. W wyniku tej katastrofy zginęły dwie osoby na miejscu (w tym kierowca samochodu), jedna w szpitalu, a sześć zostało rannych. Komisja Badania Wypadków Lotniczych MON ustaliła, że przyczyną katastrofy był błąd pilota. Źle ocenił on odległość maszyny od stojącego pojazdu wojskowego.
W lipcu 2006 roku w Iraku wypadkowi uległ Mi-24D (nr fabr. 340277). W wyniku tego zdarzenia rannych zostało członków załogi i trzech dziennikarzy. Śmigłowiec był częścią większej kolumny wiozącej polską delegację, powracającą z uroczystości przejęcia dowództwa nad Wielonarodową Dywizją Centrum-Południe przez gen. Bronisława Kwiatkowskiego. Prawdopodobną przyczyną wypadku był silny podmuch wiatru.
W roku 2009 miały miejsce trzy wypadki z udziałem polskich Mi-24. 27 lutego, o godzinie 22:06 katastrofie uległ śmigłowiec Mi-24D (nr fabr. 220584) z 49 pśb. Podczas lotu szkolnego z Torunia do Inowrocławia w okolicy Szadłowic maszyna miała wykonać strzelanie ćwiczebne. Jednakże śmigłowiec lecąc lotem koszącym zaczepił o drzewa i rozbił się. W wyniku katastrofy zginął operator pilot por. Robert Wagner, pilot i technik doznali ran. Jak ustaliła Komisja Badania Wypadków Lotniczych Lotnictwa Państwowego bezpośrednią przyczyną katastrofy było nieprawidłowe rozłożenie uwagi przez pilota, podczas wzrokowego poszukiwania celu, które doprowadziło do niekontrolowanego zniżania i zderzenia się z wierzchołkami drzew. Drugi wypadek miał miejsce 31 lipca w Afganistanie. W czasie przelotu z Kabulu do prowincji Ghazni, w śmigłowcu Mi-24W (nr 742, fabr. 410742) zapalił się jeden silnik. Potem zatrzymał się drugi i śmigłowiec zmuszony był do awaryjnego lądowania. Przyczyną awarii silników było ostrzelanie maszyny przez talibów, które doprowadziło do uszkodzenia instalacji hydraulicznej. Śmigłowiec nie mógł być ewakuowany i został zniszczony. Kolejny wypadek polskiego Mi-24W (nr fabr. 410736) w Afganistanie miał miejsce 3 grudnia 2009 roku, lecz został on wyremontowany.
26 stycznia 2011 w bazie Ghazni w Afganistanie jeden z polskich śmigłowców Mi-24 uległ wypadkowi prawdopodobnie w wyniku usterki technicznej lub z powodu ostrzelania. Załoga wykonywała manewr startu (tzw. ważenie), wisząc w bezruchu 2 metry nad ziemią, gdy z niewiadomych powodów uszkodzone zostało tylne śmigło, co doprowadziło do upadku śmigłowca. Żołnierze (czterech Polaków i Amerykanin) zdążyli uciec z maszyny.
12 czerwca 2011 w bazie Warrior uległ uszkodzeniu kolejny egzemplarz. Śmigłowiec lądował awaryjnie i gwałtownie przyziemił. Nikt z czteroosobowej załogi nie ucierpiał. Przyczyna wypadku jest nieznana, zakładano prawdopodobne zanieczyszczenie silników podczas startu bądź o wpływ rozrzedzonego powietrza na obszarze bazy.
Ogółem Polska posiadała 34 Mi-24D (dwóch nie wprowadzono do służby) i 17 Mi-24W, z czego na 2019 rok pozostało w służbie 15 Mi-24D i 13 Mi-24W. Od 2010 roku śmigłowce te nie dysponowały jednak pociskami przeciwpancernymi z powodu zakończenia się resursów posiadanych pocisków. Do połowy 2023 roku Mi-24D zostały przekazane w ramach pomocy wojskowej Ukrainie.

## Użytkownicy
Aktualni użytkownicy
- Afganistan
- Algieria
- Angola
- Armenia
- Azerbejdżan
- Białoruś

- Bułgaria
- Burkina Faso
- Cypr
- Czad
- Czechy
- Demokratyczna Republika Konga
- Dżibuti
- Erytrea
- Etiopia
- Gruzja
- Gwinea
- Haiti
- Indie
- Indonezja
- Irak
- Jemen
- Kambodża
- Kamerun
- Kazachstan
- Kirgistan
- Kongo
- Korea Północna
- Libia
- Macedonia
- Mali
- Mongolia
- Mozambik
- Mjanma
- Namibia
- Niger
- Nigeria
- Pakistan
- Polska
- Rosja
- Rwanda
- Senegal
- Sierra Leone
- Sri Lanka
- Stany Zjednoczone
- Sudan
- Syria
- Tadżykistan
- Turkmenistan
- Uganda
- Ukraina
- Uzbekistan
- Wenezuela
- Wietnam
- Węgry
- Zimbabwe

Dawni użytkownicy
- Brazylia (2010–2022)[95]
- Chorwacja
- Czechosłowacja
- Jugosławia
- Ludowa Republika Kampuczy
- NRD
- Niemcy
- Nikaragua
- Słowacja
- Sojusz Północny
- ZSRR

## Przydomki Mi-24
Śmigłowiec Mi-24 szybko doczekał się wielu przezwisk. Ze względu na charakterystyczny wygląd piloci radzieccy śmigłowiec Mi-24 nazywali „Garbus” (ros. Gorbacz) oraz „Krokodyl” (ros. Krokodił), co później podchwycili także polscy piloci. Nieco później w Polsce pojawiło się określenie „Hokej” pochodzące od kształtu belki ogonowej. Ze względu na to, że Mi-24 posiada przedział transportowy, nazywany jest też „latającym bewupem” lub ze względu na silne uzbrojenie i opancerzenie – „latającym czołgiem”. Inne przezwisko Mi-24 otrzymał podczas radzieckiej interwencji w Afganistanie. Z uwagi na respekt, jaki w nich budził, mudżahedini nazywali go „diabelskim rydwanem”.

## Egzemplarze muzealne

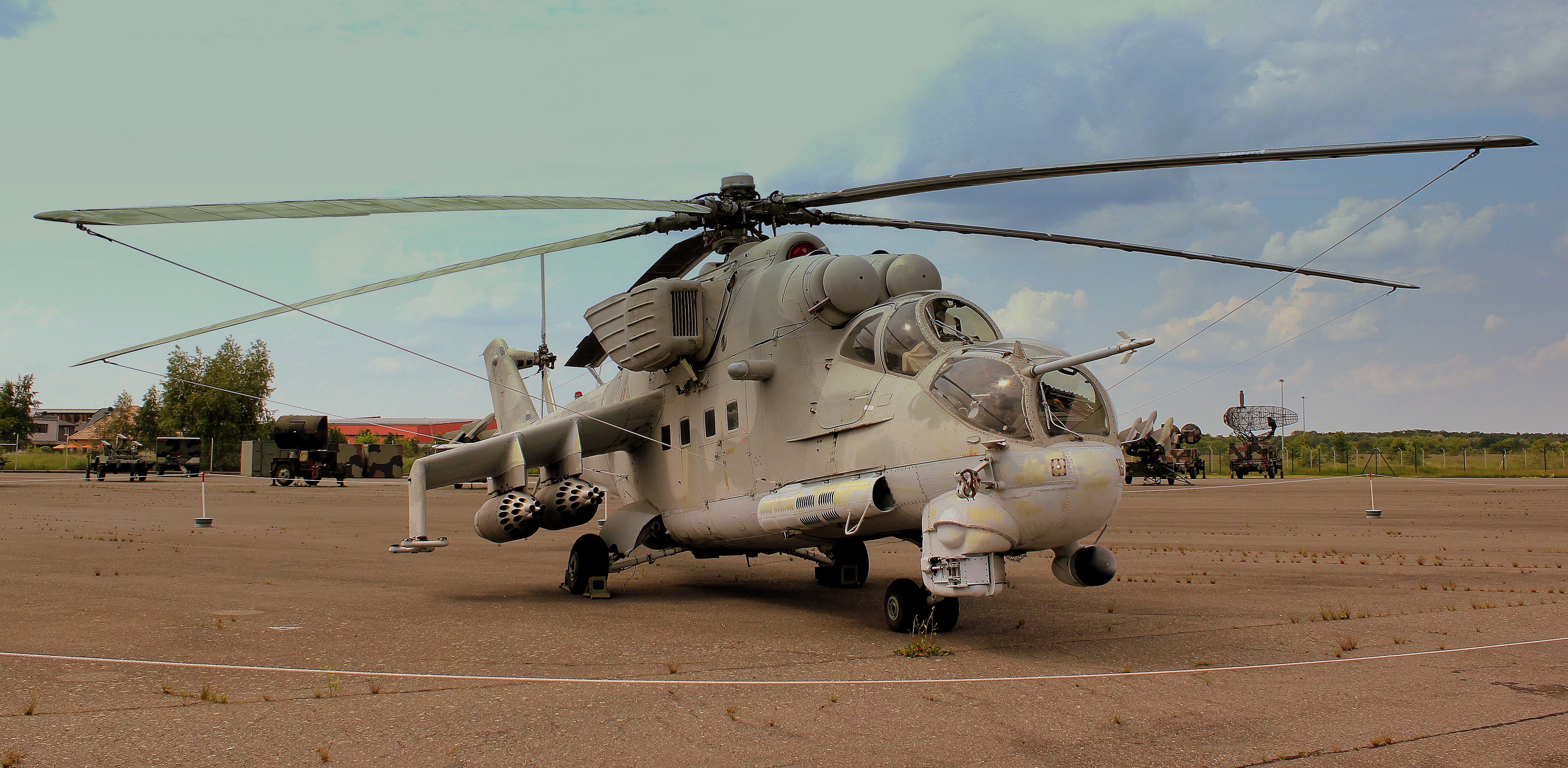
Mi-24P – Luftwaffe Museum

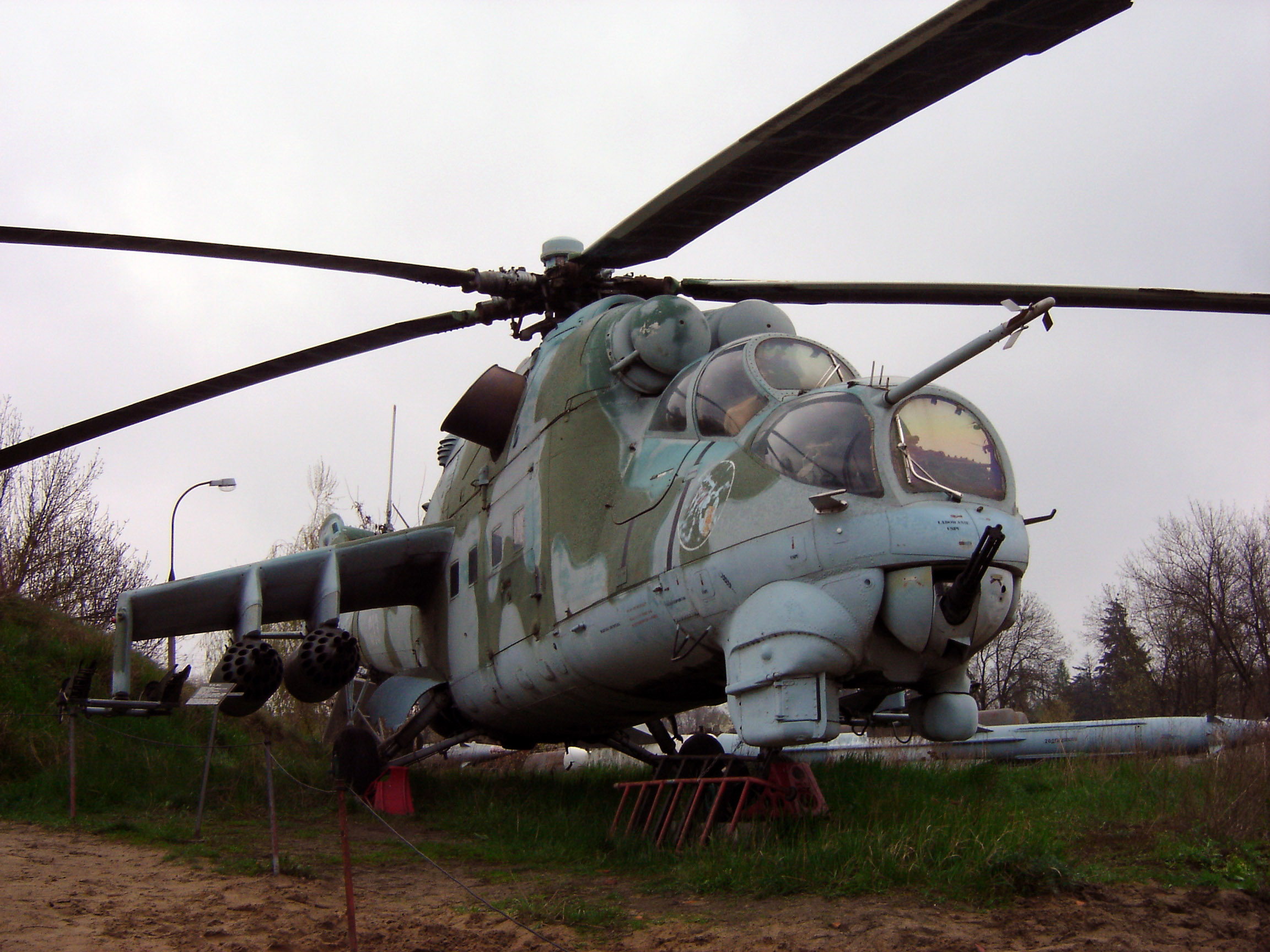
Mi-24D w Muzeum Wojska Polskiego w Warszawie

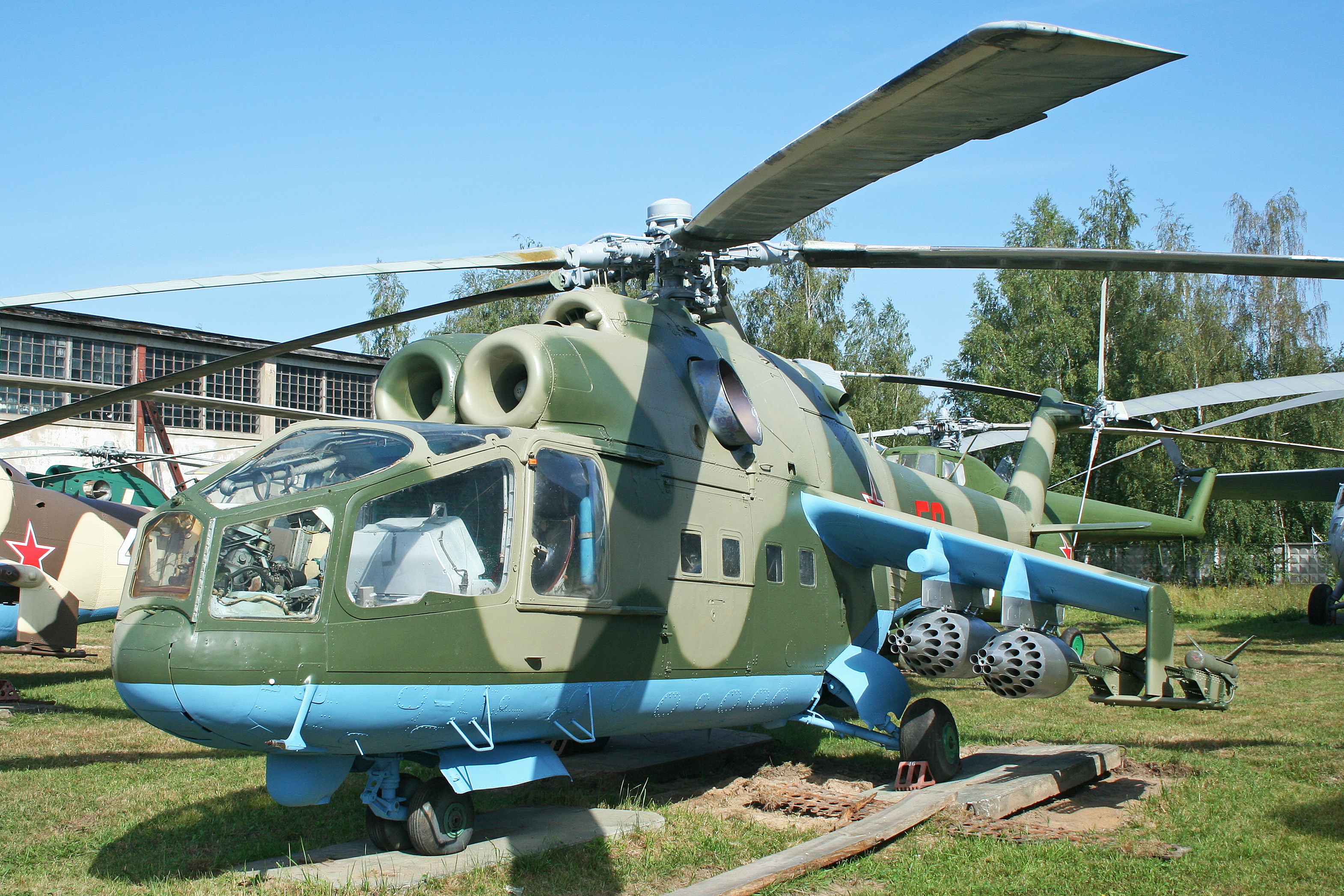
Mi-24A – Centralne Muzeum Sił Lotniczych Federacji Rosyjskiej w Monino

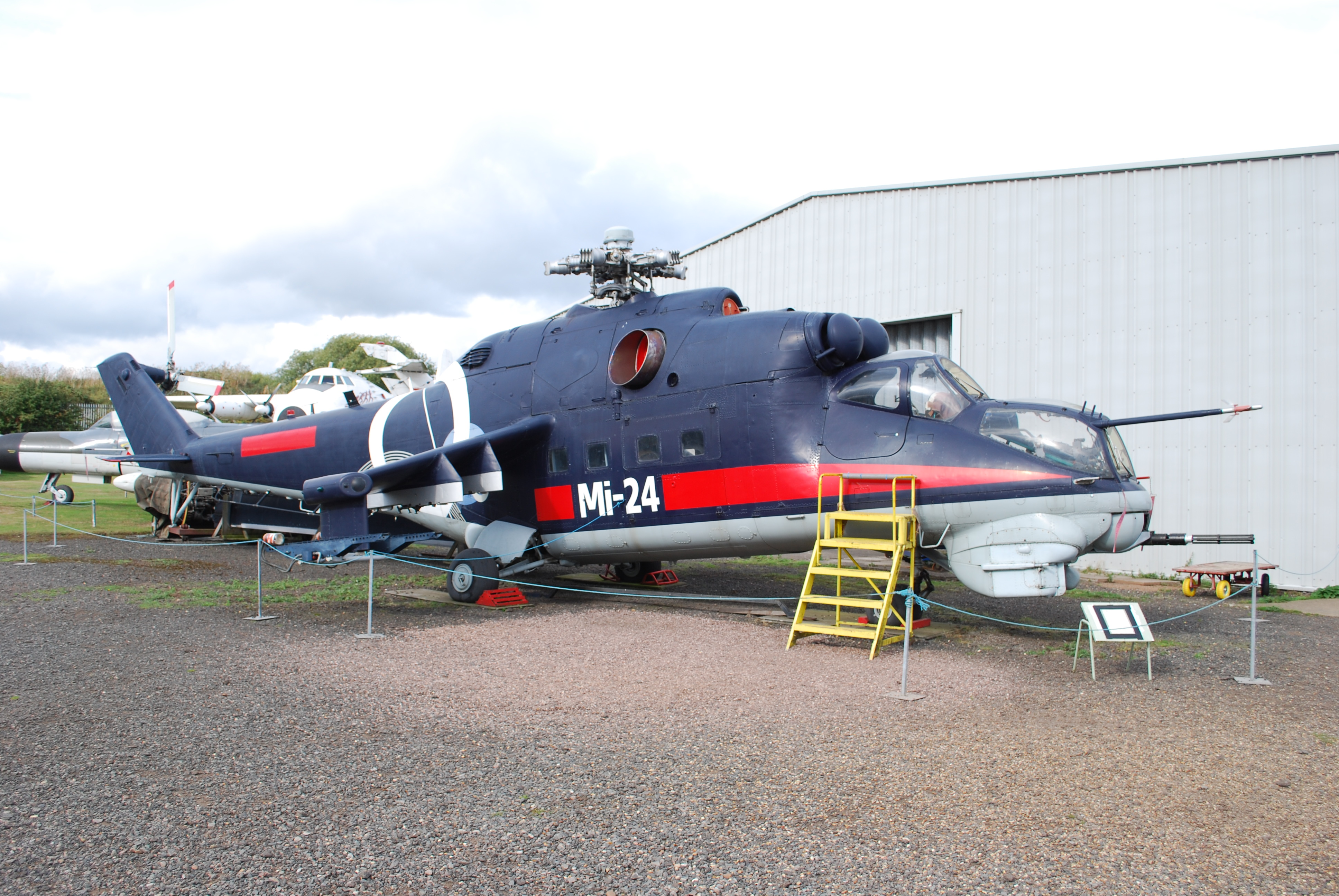
Mi-24D znajdujący się w zbiorach Midland Air Museum

Śmigłowce Mi-24 można oglądać m.in. w następujących muzeach:
Belgia
- Royal Museum of the Armed Forces and Military History (Bruksela) – Mi-24D[98]

Białoruś
- Muzeum Lotnictwa (Borovaya) – Mi-24P[99]
- Liniya Stalina Museum (Zasław) – Mi-24W[100]

Czechy
- Letecke Muzeum (Praga) – Mi-24DU, Mi-24W[101]
- Letecke muzem Olomouc (Ołomuniec) – Mi-24D[102]
- Zruc Air Park (Zruč-Senec) – Mi-24D[103]

Łotwa
- Muzeum Lotnictwa w Rydze – Mi-24A[104]

Niemcy
- Technik-Museum Speyer – Mi-24P[105]
- Luftwaffenmuseum der Bundeswehr (Berlin-Gatow) – Mi-24D, Mi-24P[106]

Polska
- Muzeum Sił Powietrznych w Dęblinie – Mi-24D numer taktyczny 016, numer seryjny A1016
- Muzeum Wojska Polskiego w Warszawie – Mi-24D numer taktyczny 013, numer seryjny A1013[107]

Rosja
- Centralne Muzeum Sił Lotniczych Federacji Rosyjskiej (Monino) – Mi-24A, Mi-24D[108]
- Baza lotnicza Torżok (Torżok) – Mi-24, Mi-24A, Mi-24D, Mi-24V[109]
- Victory Park (Saratów) – Mi-24WP[110]

Słowacja
- Muzeum Letectva (Koszyce) – Mi-24D[111]
- Vojenske Historicke Muzeum (Pieszczany) – Mi-24D, Mi-24DU, Mi-24W[112]

Ukraina
- Muzeum Wielkiej Wojny Ojczyźnianej w Kijowie – Mi-24W[113]
- Narodowe Muzeum Lotnictwa w Kijowie (Kijów) – Mi-24A, Mi-24D, Mi-24W, Mi-24P[114]

Wielka Brytania
- The Helicopter Museum (Weston-super-Mare) – Mi-24D[115]
- Midland Air Museum (Baginton) – Mi-24D[116]
- Imperial War Museum (Londyn) – Mi-24D[117]

Wietnam
- Vietnamese Air Force Museum (Hanoi) – Mi-24A[118].

Ponadto dwie w pełni latające maszyny znajdują się w „Cold War Air Museum” (CWAM) w Lancaster, Texas. W Muzeum Lotnictwa Węgierskiego w Szolnoku znajduje się Mi-24D pomalowany we wzór przypominający ptaka.

## Mi-24 w kulturze masowej
Mi-24 występuje często w kulturze masowej. Śmigłowiec pojawił się w wielu filmach oraz grach komputerowych. Do filmów, w których Mi-24 wystąpił „osobiście” można zaliczyć m.in. Air Force One, Avalon, Wojna Charliego Wilsona, Hitman, 9 kompania, Wojna i Szklana pułapka 5.
W kilku filmach obecne są także przebudowane śmigłowce, które nawiązują do sylwetki Mi-24. Do takich filmów należą: Zaginiony w akcji 3, Rambo II, Rambo III, Czerwony świt i Czerwony skorpion.
Śmigłowiec Mi-24 pojawia się m.in. w następujących grach komputerowych: Battlefield 2, Battlefield 2: Modern Combat, Battlefield: Bad Company 2 i Call of Duty: Black Ops, ArmA 2.